# Lista de asteroides (18001-19000)
Esta é uma lista parcial de asteroides, do asteroide número 18001 até o 19000, inclusive. Veja também o índice com todas as listas disponíveis.

| Objeto Próximos à Terra | Cinturão de asteroides (interno) | Cinturão de asteroides (externo) | Centauro       |
| Cruzador de Marte       | Cinturão de asteroides (meio)    | Troianos de Júpiter              | Transnetuniano |

Veja mais dados de cada asteroide na ligação externa para o Minor Planet Center na última coluna.
Índice: 18001... 18101... 18201... 18301... 18401... 18501... 18601... 18701... 18801... 18901... 

## 18001–18100
| Designação            | Designação | Descoberta  | Descoberta          | Descobridor(es) | Categoria | Mais informações / Referência |
| Permanente            | Provisória | Data        | Local               | Descobridor(es) | Categoria | Mais informações / Referência |
| --------------------- | ---------- | ----------- | ------------------- | --------------- | --------- | ----------------------------- |
| 18001                 | 1999 JY83  | 12 mai 1999 | Socorro             | LINEAR          | —         | MPC                           |
| 18002                 | 1999 JJ84  | 12 mai 1999 | Socorro             | LINEAR          | —         | MPC                           |
| 18003                 | 1999 JU84  | 13 mai 1999 | Socorro             | LINEAR          | —         | MPC                           |
| 18004 Krystosek       | 1999 JD86  | 12 mai 1999 | Socorro             | LINEAR          | —         | MPC                           |
| 18005                 | 1999 JD91  | 12 mai 1999 | Socorro             | LINEAR          | —         | MPC                           |
| 18006                 | 1999 JE94  | 12 mai 1999 | Socorro             | LINEAR          | —         | MPC                           |
| 18007                 | 1999 JK97  | 12 mai 1999 | Socorro             | LINEAR          | —         | MPC                           |
| 18008                 | 1999 JV99  | 12 mai 1999 | Socorro             | LINEAR          | —         | MPC                           |
| 18009 Patrickgeer     | 1999 JP100 | 12 mai 1999 | Socorro             | LINEAR          | —         | MPC                           |
| 18010                 | 1999 JQ100 | 12 mai 1999 | Socorro             | LINEAR          | —         | MPC                           |
| 18011                 | 1999 JQ113 | 13 mai 1999 | Socorro             | LINEAR          | —         | MPC                           |
| 18012 Marsland        | 1999 JM114 | 13 mai 1999 | Socorro             | LINEAR          | —         | MPC                           |
| 18013 Shedletsky      | 1999 JS114 | 13 mai 1999 | Socorro             | LINEAR          | —         | MPC                           |
| 18014                 | 1999 JC121 | 13 mai 1999 | Socorro             | LINEAR          | —         | MPC                           |
| 18015 Semenkovich     | 1999 JD121 | 13 mai 1999 | Socorro             | LINEAR          | —         | MPC                           |
| 18016 Grondahl        | 1999 JU122 | 13 mai 1999 | Socorro             | LINEAR          | —         | MPC                           |
| 18017                 | 1999 JC124 | 14 mai 1999 | Socorro             | LINEAR          | —         | MPC                           |
| 18018                 | 1999 JR125 | 10 mai 1999 | Socorro             | LINEAR          | —         | MPC                           |
| 18019 Dascoli         | 1999 JJ126 | 13 mai 1999 | Socorro             | LINEAR          | —         | MPC                           |
| 18020 Amend           | 1999 JT126 | 13 mai 1999 | Socorro             | LINEAR          | —         | MPC                           |
| 18021 Waldman         | 1999 JH127 | 13 mai 1999 | Socorro             | LINEAR          | —         | MPC                           |
| 18022 Pepper          | 1999 JN127 | 13 mai 1999 | Socorro             | LINEAR          | —         | MPC                           |
| 18023                 | 1999 JQ129 | 12 mai 1999 | Socorro             | LINEAR          | Phocaea   | MPC                           |
| 18024 Dobson          | 1999 KK4   | 20 mai 1999 | Oaxaca              | J. M. Roe       | —         | MPC                           |
| 18025                 | 1999 KF5   | 18 mai 1999 | Kitt Peak           | Spacewatch      | —         | MPC                           |
| 18026 Juliabaldwin    | 1999 KG13  | 18 mai 1999 | Socorro             | LINEAR          | —         | MPC                           |
| 18027 Gokcay          | 1999 KL14  | 18 mai 1999 | Socorro             | LINEAR          | —         | MPC                           |
| 18028 Ramchandani     | 1999 KO14  | 18 mai 1999 | Socorro             | LINEAR          | —         | MPC                           |
| 18029                 | 1999 KA16  | 21 mai 1999 | Socorro             | LINEAR          | —         | MPC                           |
| 18030                 | 1999 LX4   | 8 jun 1999  | Socorro             | LINEAR          | Phocaea   | MPC                           |
| 18031                 | 1999 LO14  | 9 jun 1999  | Socorro             | LINEAR          | —         | MPC                           |
| 18032 Geiss           | 1999 MG1   | 20 jun 1999 | Anderson Mesa       | LONEOS          | —         | MPC                           |
| 18033                 | 1999 NR4   | 14 jul 1999 | Zeno                | T. Stafford     | Brangane  | MPC                           |
| 18034                 | 1999 NF6   | 13 jul 1999 | Socorro             | LINEAR          | —         | MPC                           |
| 18035                 | 1999 NJ7   | 13 jul 1999 | Socorro             | LINEAR          | —         | MPC                           |
| 18036                 | 1999 ND26  | 14 jul 1999 | Socorro             | LINEAR          | Pallas    | MPC                           |
| 18037                 | 1999 NA38  | 14 jul 1999 | Socorro             | LINEAR          | —         | MPC                           |
| 18038                 | 1999 NR48  | 13 jul 1999 | Socorro             | LINEAR          | —         | MPC                           |
| 18039                 | 1999 ND49  | 13 jul 1999 | Socorro             | LINEAR          | Brangane  | MPC                           |
| 18040                 | 1999 NC60  | 13 jul 1999 | Socorro             | LINEAR          | Phocaea   | MPC                           |
| 18041                 | 1999 RX13  | 7 set 1999  | Socorro             | LINEAR          | —         | MPC                           |
| 18042                 | 1999 RF27  | 7 set 1999  | Socorro             | LINEAR          | —         | MPC                           |
| 18043 Laszkowska      | 1999 RQ54  | 7 set 1999  | Socorro             | LINEAR          | —         | MPC                           |
| 18044                 | 1999 RS89  | 7 set 1999  | Socorro             | LINEAR          | —         | MPC                           |
| 18045                 | 1999 RR100 | 8 set 1999  | Socorro             | LINEAR          | —         | MPC                           |
| 18046                 | 1999 RN116 | 9 set 1999  | Socorro             | LINEAR          | —         | MPC                           |
| 18047                 | 1999 RP145 | 9 set 1999  | Socorro             | LINEAR          | —         | MPC                           |
| 18048                 | 1999 RG170 | 9 set 1999  | Socorro             | LINEAR          | —         | MPC                           |
| 18049                 | 1999 RX195 | 8 set 1999  | Socorro             | LINEAR          | —         | MPC                           |
| 18050                 | 1999 RS196 | 8 set 1999  | Socorro             | LINEAR          | Brangane  | MPC                           |
| 18051                 | 1999 RU196 | 8 set 1999  | Socorro             | LINEAR          | —         | MPC                           |
| 18052                 | 1999 RV199 | 8 set 1999  | Socorro             | LINEAR          | —         | MPC                           |
| 18053                 | 1999 RU208 | 8 set 1999  | Socorro             | LINEAR          | —         | MPC                           |
| 18054                 | 1999 SW7   | 29 set 1999 | Socorro             | LINEAR          | —         | MPC                           |
| 18055 Fernhildebrandt | 1999 TJ13  | 11 out 1999 | Farpoint            | G. Hug, G. Bell | Phocaea   | MPC                           |
| 18056                 | 1999 TV15  | 11 out 1999 | Gnosca              | S. Sposetti     | —         | MPC                           |
| 18057                 | 1999 VK10  | 9 nov 1999  | Oizumi              | T. Kobayashi    | —         | MPC                           |
| 18058                 | 1999 XY129 | 12 dez 1999 | Socorro             | LINEAR          | Vesta     | MPC                           |
| 18059 Cavalieri       | 1999 XL137 | 15 dez 1999 | Prescott            | P. G. Comba     | —         | MPC                           |
| 18060                 | 1999 XJ156 | 8 dez 1999  | Socorro             | LINEAR          | Vesta     | MPC                           |
| 18061                 | 1999 XH179 | 10 dez 1999 | Socorro             | LINEAR          | Brangane  | MPC                           |
| 18062                 | 1999 XY187 | 12 dez 1999 | Socorro             | LINEAR          | Vesta     | MPC                           |
| 18063                 | 1999 XW211 | 13 dez 1999 | Socorro             | LINEAR          | Vesta     | MPC                           |
| 18064                 | 1999 XY242 | 13 dez 1999 | Catalina            | CSS             | —         | MPC                           |
| 18065                 | 2000 AM41  | 3 jan 2000  | Socorro             | LINEAR          | —         | MPC                           |
| 18066                 | 2000 AR79  | 5 jan 2000  | Socorro             | LINEAR          | —         | MPC                           |
| 18067                 | 2000 AB98  | 4 jan 2000  | Socorro             | LINEAR          | Phocaea   | MPC                           |
| 18068                 | 2000 AF184 | 7 jan 2000  | Socorro             | LINEAR          | —         | MPC                           |
| 18069                 | 2000 AS199 | 9 jan 2000  | Socorro             | LINEAR          | —         | MPC                           |
| 18070                 | 2000 AC205 | 13 jan 2000 | Višnjan Observatory | K. Korlević     | —         | MPC                           |
| 18071                 | 2000 BA27  | 30 jan 2000 | Socorro             | LINEAR          | Vesta     | MPC                           |
| 18072                 | 2000 CL71  | 7 fev 2000  | Socorro             | LINEAR          | —         | MPC                           |
| 18073                 | 2000 CB82  | 4 fev 2000  | Socorro             | LINEAR          | —         | MPC                           |
| 18074                 | 2000 DW    | 24 fev 2000 | Oizumi              | T. Kobayashi    | —         | MPC                           |
| 18075 Donasharma      | 2000 DD5   | 28 fev 2000 | Socorro             | LINEAR          | —         | MPC                           |
| 18076                 | 2000 DV59  | 29 fev 2000 | Socorro             | LINEAR          | Eos       | MPC                           |
| 18077 Dianeingrao     | 2000 EM148 | 4 mar 2000  | Catalina            | CSS             | —         | MPC                           |
| 18078                 | 2000 FL31  | 28 mar 2000 | Socorro             | LINEAR          | —         | MPC                           |
| 18079 Lion-Stoppato   | 2000 FJ63  | 27 mar 2000 | Anderson Mesa       | LONEOS          | Brangane  | MPC                           |
| 18080                 | 2000 GW105 | 7 abr 2000  | Socorro             | LINEAR          | —         | MPC                           |
| 18081                 | 2000 GB126 | 7 abr 2000  | Socorro             | LINEAR          | —         | MPC                           |
| 18082                 | 2000 GB136 | 12 abr 2000 | Socorro             | LINEAR          | —         | MPC                           |
| 18083                 | 2000 HD22  | 29 abr 2000 | Socorro             | LINEAR          | —         | MPC                           |
| 18084 Adamwohl        | 2000 HP47  | 29 abr 2000 | Socorro             | LINEAR          | —         | MPC                           |
| 18085                 | 2000 JZ14  | 6 mai 2000  | Socorro             | LINEAR          | —         | MPC                           |
| 18086 Emilykraft      | 2000 JQ21  | 6 mai 2000  | Socorro             | LINEAR          | —         | MPC                           |
| 18087 Yamanaka        | 2000 JA22  | 6 mai 2000  | Socorro             | LINEAR          | —         | MPC                           |
| 18088 Roberteunice    | 2000 JS30  | 7 mai 2000  | Socorro             | LINEAR          | —         | MPC                           |
| 18089                 | 2000 JB41  | 6 mai 2000  | Socorro             | LINEAR          | —         | MPC                           |
| 18090 Kevinkuo        | 2000 JA56  | 6 mai 2000  | Socorro             | LINEAR          | —         | MPC                           |
| 18091 Iranmanesh      | 2000 JN58  | 6 mai 2000  | Socorro             | LINEAR          | —         | MPC                           |
| 18092 Reinhold        | 2000 KR29  | 28 mai 2000 | Socorro             | LINEAR          | —         | MPC                           |
| 18093                 | 2000 KS31  | 28 mai 2000 | Socorro             | LINEAR          | —         | MPC                           |
| 18094                 | 2000 KN56  | 27 mai 2000 | Socorro             | LINEAR          | Brangane  | MPC                           |
| 18095 Frankblock      | 2000 LL5   | 5 jun 2000  | Socorro             | LINEAR          | —         | MPC                           |
| 18096                 | 2000 LM16  | 1 jun 2000  | Socorro             | LINEAR          | —         | MPC                           |
| 18097                 | 2000 LU19  | 8 jun 2000  | Socorro             | LINEAR          | —         | MPC                           |
| 18098                 | 2000 LR20  | 8 jun 2000  | Socorro             | LINEAR          | —         | MPC                           |
| 18099 Flamini         | 2000 LD27  | 6 jun 2000  | Anderson Mesa       | LONEOS          | Brangane  | MPC                           |
| 18100 Lebreton        | 2000 LE28  | 6 jun 2000  | Anderson Mesa       | LONEOS          | —         | MPC                           |

## 18101–18200
| Designação             | Designação | Descoberta  | Descoberta          | Descobridor(es)        | Categoria | Mais informações / Referência |
| Permanente             | Provisória | Data        | Local               | Descobridor(es)        | Categoria | Mais informações / Referência |
| ---------------------- | ---------- | ----------- | ------------------- | ---------------------- | --------- | ----------------------------- |
| 18101 Coustenis        | 2000 LF32  | 5 jun 2000  | Anderson Mesa       | LONEOS                 | —         | MPC                           |
| 18102 Angrilli         | 2000 LN34  | 3 jun 2000  | Anderson Mesa       | LONEOS                 | —         | MPC                           |
| 18103                  | 2000 MC5   | 26 jun 2000 | Socorro             | LINEAR                 | —         | MPC                           |
| 18104 Mahalingam       | 2000 NP3   | 3 jul 2000  | Socorro             | LINEAR                 | —         | MPC                           |
| 18105                  | 2000 NT3   | 7 jul 2000  | Socorro             | LINEAR                 | —         | MPC                           |
| 18106 Blume            | 2000 NX3   | 4 jul 2000  | Anderson Mesa       | LONEOS                 | —         | MPC                           |
| 18107                  | 2000 NC5   | 7 jul 2000  | Socorro             | LINEAR                 | —         | MPC                           |
| 18108                  | 2000 NT5   | 8 jul 2000  | Socorro             | LINEAR                 | —         | MPC                           |
| 18109                  | 2000 NG11  | 7 jul 2000  | Socorro             | LINEAR                 | —         | MPC                           |
| 18110 HASI             | 2000 NK13  | 5 jul 2000  | Anderson Mesa       | LONEOS                 | —         | MPC                           |
| 18111 Pinet            | 2000 NB14  | 5 jul 2000  | Anderson Mesa       | LONEOS                 | —         | MPC                           |
| 18112 Jeanlucjosset    | 2000 NX17  | 5 jul 2000  | Anderson Mesa       | LONEOS                 | —         | MPC                           |
| 18113 Bibring          | 2000 NC19  | 5 jul 2000  | Anderson Mesa       | LONEOS                 | —         | MPC                           |
| 18114 Rosenbush        | 2000 NN19  | 5 jul 2000  | Anderson Mesa       | LONEOS                 | —         | MPC                           |
| 18115 Rathbun          | 2000 NT19  | 5 jul 2000  | Anderson Mesa       | LONEOS                 | Brangane  | MPC                           |
| 18116 Prato            | 2000 NY22  | 5 jul 2000  | Anderson Mesa       | LONEOS                 | —         | MPC                           |
| 18117 Jonhodge         | 2000 NY23  | 5 jul 2000  | Anderson Mesa       | LONEOS                 | —         | MPC                           |
| 18118                  | 2000 NB24  | 5 jul 2000  | Kitt Peak           | Spacewatch             | —         | MPC                           |
| 18119 Braude           | 2000 NZ24  | 4 jul 2000  | Anderson Mesa       | LONEOS                 | —         | MPC                           |
| 18120 Lytvynenko       | 2000 NA25  | 4 jul 2000  | Anderson Mesa       | LONEOS                 | Chloris   | MPC                           |
| 18121 Konovalenko      | 2000 NF25  | 4 jul 2000  | Anderson Mesa       | LONEOS                 | —         | MPC                           |
| 18122 Forestamartin    | 2000 NL27  | 4 jul 2000  | Anderson Mesa       | LONEOS                 | —         | MPC                           |
| 18123 Pavan            | 2000 NS27  | 4 jul 2000  | Anderson Mesa       | LONEOS                 | —         | MPC                           |
| 18124 Leeperry         | 2000 NE28  | 3 jul 2000  | Socorro             | LINEAR                 | —         | MPC                           |
| 18125 Brianwilson      | 2000 OF    | 22 jul 2000 | Reedy Creek         | J. Broughton           | —         | MPC                           |
| 18126                  | 2000 OU3   | 24 jul 2000 | Socorro             | LINEAR                 | —         | MPC                           |
| 18127 Denversmith      | 2000 OX3   | 24 jul 2000 | Socorro             | LINEAR                 | —         | MPC                           |
| 18128 Wysner           | 2000 OD5   | 24 jul 2000 | Socorro             | LINEAR                 | —         | MPC                           |
| 18129                  | 2000 OH5   | 24 jul 2000 | Socorro             | LINEAR                 | —         | MPC                           |
| 18130                  | 2000 OK5   | 24 jul 2000 | Socorro             | LINEAR                 | —         | MPC                           |
| 18131                  | 2000 OM5   | 24 jul 2000 | Socorro             | LINEAR                 | —         | MPC                           |
| 18132 Spector          | 2000 ON9   | 30 jul 2000 | Reedy Creek         | J. Broughton           | —         | MPC                           |
| 18133                  | 2000 OL12  | 23 jul 2000 | Socorro             | LINEAR                 | —         | MPC                           |
| 18134                  | 2000 OS14  | 23 jul 2000 | Socorro             | LINEAR                 | —         | MPC                           |
| 18135                  | 2000 OQ20  | 31 jul 2000 | Socorro             | LINEAR                 | —         | MPC                           |
| 18136                  | 2000 OD21  | 31 jul 2000 | Socorro             | LINEAR                 | —         | MPC                           |
| 18137                  | 2000 OU30  | 30 jul 2000 | Socorro             | LINEAR                 | —         | MPC                           |
| 18138                  | 2000 OP35  | 31 jul 2000 | Socorro             | LINEAR                 | —         | MPC                           |
| 18139                  | 2000 OF37  | 30 jul 2000 | Socorro             | LINEAR                 | Brangane  | MPC                           |
| 18140                  | 2000 OD39  | 30 jul 2000 | Socorro             | LINEAR                 | —         | MPC                           |
| 18141                  | 2000 OK42  | 30 jul 2000 | Socorro             | LINEAR                 | —         | MPC                           |
| 18142 Adamsidman       | 2000 OG47  | 31 jul 2000 | Socorro             | LINEAR                 | —         | MPC                           |
| 18143                  | 2000 OK48  | 31 jul 2000 | Socorro             | LINEAR                 | —         | MPC                           |
| 18144                  | 2000 OO48  | 31 jul 2000 | Socorro             | LINEAR                 | —         | MPC                           |
| 18145                  | 2000 OX48  | 31 jul 2000 | Socorro             | LINEAR                 | —         | MPC                           |
| 18146                  | 2000 OU49  | 31 jul 2000 | Socorro             | LINEAR                 | Phocaea   | MPC                           |
| 18147                  | 2000 OY50  | 31 jul 2000 | Socorro             | LINEAR                 | —         | MPC                           |
| 18148 Bellier          | 2000 OZ57  | 29 jul 2000 | Anderson Mesa       | LONEOS                 | —         | MPC                           |
| 18149 Colombatti       | 2000 OB58  | 29 jul 2000 | Anderson Mesa       | LONEOS                 | —         | MPC                           |
| 18150 Lopez-Moreno     | 2000 OC60  | 29 jul 2000 | Anderson Mesa       | LONEOS                 | —         | MPC                           |
| 18151 Licchelli        | 2000 OT60  | 29 jul 2000 | Anderson Mesa       | LONEOS                 | —         | MPC                           |
| 18152 Heidimanning     | 2000 OW60  | 29 jul 2000 | Anderson Mesa       | LONEOS                 | Brangane  | MPC                           |
| 18153                  | 2000 OC61  | 30 jul 2000 | Socorro             | LINEAR                 | —         | MPC                           |
| 18154                  | 2000 PA    | 1 ago 2000  | Črni Vrh            | Črni Vrh               | —         | MPC                           |
| 18155 Jasonschuler     | 2000 PF2   | 1 ago 2000  | Socorro             | LINEAR                 | —         | MPC                           |
| 18156 Kamisaibara      | 2000 PU4   | 3 ago 2000  | Bisei SG Center     | BATTeRS                | Brangane  | MPC                           |
| 18157 Craigwright      | 2000 PH10  | 1 ago 2000  | Socorro             | LINEAR                 | —         | MPC                           |
| 18158 Nigelreuel       | 2000 PM10  | 1 ago 2000  | Socorro             | LINEAR                 | —         | MPC                           |
| 18159 Andrewcook       | 2000 PW10  | 1 ago 2000  | Socorro             | LINEAR                 | —         | MPC                           |
| 18160 Nihon Uchu Forum | 2000 PY12  | 7 ago 2000  | Bisei SG Center     | BATTeRS                | —         | MPC                           |
| 18161 Koshiishi        | 2000 PZ12  | 7 ago 2000  | Bisei SG Center     | BATTeRS                | Brangane  | MPC                           |
| 18162 Denlea           | 2000 PX15  | 1 ago 2000  | Socorro             | LINEAR                 | —         | MPC                           |
| 18163 Jennalewis       | 2000 PF16  | 1 ago 2000  | Socorro             | LINEAR                 | —         | MPC                           |
| 18164                  | 2000 PA20  | 1 ago 2000  | Socorro             | LINEAR                 | Brangane  | MPC                           |
| 18165                  | 2000 PN20  | 1 ago 2000  | Socorro             | LINEAR                 | —         | MPC                           |
| 18166                  | 2000 PG27  | 8 ago 2000  | Valinhos            | P. R. Holvorcem        | —         | MPC                           |
| 18167 Buttani          | 2000 PS27  | 6 ago 2000  | Valmeca             | Valmeca Obs.           | —         | MPC                           |
| 18168                  | 2000 PN28  | 4 ago 2000  | Haleakalā           | NEAT                   | —         | MPC                           |
| 18169 Amaldi           | 2000 QF    | 20 ago 2000 | Colleverde          | V. S. Casulli          | —         | MPC                           |
| 18170 Ramjeawan        | 2000 QW2   | 24 ago 2000 | Socorro             | LINEAR                 | —         | MPC                           |
| 18171 Romaneskue       | 2000 QB5   | 24 ago 2000 | Socorro             | LINEAR                 | —         | MPC                           |
| 18172                  | 2000 QL7   | 25 ago 2000 | Socorro             | LINEAR                 | —         | MPC                           |
| 18173                  | 2000 QD8   | 25 ago 2000 | Višnjan Observatory | K. Korlević, M. Jurić  | —         | MPC                           |
| 18174 Khachatryan      | 2000 QW14  | 24 ago 2000 | Socorro             | LINEAR                 | —         | MPC                           |
| 18175 Jenniferchoy     | 2000 QB15  | 24 ago 2000 | Socorro             | LINEAR                 | —         | MPC                           |
| 18176 Julianhong       | 2000 QG22  | 24 ago 2000 | Socorro             | LINEAR                 | —         | MPC                           |
| 18177 Harunaga         | 2000 QK27  | 24 ago 2000 | Socorro             | LINEAR                 | —         | MPC                           |
| 18178                  | 2000 QP28  | 24 ago 2000 | Socorro             | LINEAR                 | —         | MPC                           |
| 18179                  | 2000 QV29  | 25 ago 2000 | Socorro             | LINEAR                 | —         | MPC                           |
| 18180 Irenesun         | 2000 QB30  | 25 ago 2000 | Socorro             | LINEAR                 | —         | MPC                           |
| 18181                  | 2000 QD34  | 26 ago 2000 | Socorro             | LINEAR                 | —         | MPC                           |
| 18182 Wiener           | 2000 QC35  | 27 ago 2000 | Ondřejov            | P. Pravec, P. Kušnirák | —         | MPC                           |
| 18183                  | 2000 QG37  | 24 ago 2000 | Socorro             | LINEAR                 | —         | MPC                           |
| 18184 Dianepark        | 2000 QR37  | 24 ago 2000 | Socorro             | LINEAR                 | —         | MPC                           |
| 18185                  | 2000 QW49  | 24 ago 2000 | Socorro             | LINEAR                 | —         | MPC                           |
| 18186                  | 2000 QW50  | 24 ago 2000 | Socorro             | LINEAR                 | —         | MPC                           |
| 18187                  | 2000 QQ53  | 25 ago 2000 | Socorro             | LINEAR                 | —         | MPC                           |
| 18188                  | 2000 QD55  | 25 ago 2000 | Socorro             | LINEAR                 | —         | MPC                           |
| 18189 Medeobaldia      | 2000 QN82  | 24 ago 2000 | Socorro             | LINEAR                 | —         | MPC                           |
| 18190 Michaelpizer     | 2000 QY89  | 25 ago 2000 | Socorro             | LINEAR                 | —         | MPC                           |
| 18191 Rayhe            | 2000 QL90  | 25 ago 2000 | Socorro             | LINEAR                 | —         | MPC                           |
| 18192 Craigwallace     | 2000 QP90  | 25 ago 2000 | Socorro             | LINEAR                 | —         | MPC                           |
| 18193 Hollilydrury     | 2000 QT93  | 26 ago 2000 | Socorro             | LINEAR                 | —         | MPC                           |
| 18194                  | 2000 QE100 | 28 ago 2000 | Socorro             | LINEAR                 | —         | MPC                           |
| 18195                  | 2000 QG116 | 28 ago 2000 | Socorro             | LINEAR                 | —         | MPC                           |
| 18196 Rowberry         | 2000 QY132 | 26 ago 2000 | Socorro             | LINEAR                 | —         | MPC                           |
| 18197                  | 2055 P-L   | 24 set 1960 | Palomar             | PLS                    | —         | MPC                           |
| 18198                  | 2056 P-L   | 24 set 1960 | Palomar             | PLS                    | —         | MPC                           |
| 18199                  | 2583 P-L   | 24 set 1960 | Palomar             | PLS                    | —         | MPC                           |
| 18200                  | 2714 P-L   | 24 set 1960 | Palomar             | PLS                    | —         | MPC                           |

## 18201–18300
| Designação           | Designação | Descoberta  | Descoberta             | Descobridor(es)            | Categoria | Mais informações / Referência |
| Permanente           | Provisória | Data        | Local                  | Descobridor(es)            | Categoria | Mais informações / Referência |
| -------------------- | ---------- | ----------- | ---------------------- | -------------------------- | --------- | ----------------------------- |
| 18201                | 2733 P-L   | 24 set 1960 | Palomar                | PLS                        | —         | MPC                           |
| 18202                | 2757 P-L   | 24 set 1960 | Palomar                | PLS                        | —         | MPC                           |
| 18203                | 2837 P-L   | 24 set 1960 | Palomar                | PLS                        | —         | MPC                           |
| 18204                | 3065 P-L   | 24 set 1960 | Palomar                | PLS                        | —         | MPC                           |
| 18205                | 3090 P-L   | 24 set 1960 | Palomar                | PLS                        | —         | MPC                           |
| 18206                | 3093 P-L   | 24 set 1960 | Palomar                | PLS                        | —         | MPC                           |
| 18207                | 4041 P-L   | 24 set 1960 | Palomar                | PLS                        | —         | MPC                           |
| 18208                | 4095 P-L   | 24 set 1960 | Palomar                | PLS                        | Eos       | MPC                           |
| 18209                | 4158 P-L   | 24 set 1960 | Palomar                | PLS                        | —         | MPC                           |
| 18210                | 4529 P-L   | 24 set 1960 | Palomar                | PLS                        | Ursula    | MPC                           |
| 18211                | 4597 P-L   | 24 set 1960 | Palomar                | PLS                        | —         | MPC                           |
| 18212                | 4603 P-L   | 24 set 1960 | Palomar                | PLS                        | —         | MPC                           |
| 18213                | 4607 P-L   | 24 set 1960 | Palomar                | PLS                        | —         | MPC                           |
| 18214                | 4615 P-L   | 24 set 1960 | Palomar                | PLS                        | —         | MPC                           |
| 18215                | 4792 P-L   | 24 set 1960 | Palomar                | PLS                        | —         | MPC                           |
| 18216                | 4917 P-L   | 24 set 1960 | Palomar                | PLS                        | —         | MPC                           |
| 18217                | 5021 P-L   | 17 out 1960 | Palomar                | PLS                        | —         | MPC                           |
| 18218                | 6245 P-L   | 24 set 1960 | Palomar                | PLS                        | Phocaea   | MPC                           |
| 18219                | 6260 P-L   | 24 set 1960 | Palomar                | PLS                        | —         | MPC                           |
| 18220                | 6286 P-L   | 24 set 1960 | Palomar                | PLS                        | —         | MPC                           |
| 18221                | 6526 P-L   | 24 set 1960 | Palomar                | PLS                        | —         | MPC                           |
| 18222                | 6669 P-L   | 24 set 1960 | Palomar                | PLS                        | —         | MPC                           |
| 18223                | 6700 P-L   | 24 set 1960 | Palomar                | PLS                        | —         | MPC                           |
| 18224                | 6726 P-L   | 24 set 1960 | Palomar                | PLS                        | —         | MPC                           |
| 18225                | 7069 P-L   | 22 out 1960 | Palomar                | PLS                        | —         | MPC                           |
| 18226                | 1182 T-1   | 25 mar 1971 | Palomar                | PLS                        | Phocaea   | MPC                           |
| 18227                | 1222 T-1   | 25 mar 1971 | Palomar                | PLS                        | —         | MPC                           |
| 18228 Hyperenor      | 3163 T-1   | 26 mar 1971 | Palomar                | PLS                        | —         | MPC                           |
| 18229                | 3222 T-1   | 26 mar 1971 | Palomar                | PLS                        | —         | MPC                           |
| 18230                | 3285 T-1   | 26 mar 1971 | Palomar                | PLS                        | —         | MPC                           |
| 18231                | 3286 T-1   | 26 mar 1971 | Palomar                | PLS                        | —         | MPC                           |
| 18232                | 3322 T-1   | 26 mar 1971 | Palomar                | PLS                        | —         | MPC                           |
| 18233                | 4068 T-1   | 26 mar 1971 | Palomar                | PLS                        | —         | MPC                           |
| 18234                | 4262 T-1   | 26 mar 1971 | Palomar                | PLS                        | —         | MPC                           |
| 18235 Lynden-Bell    | 1003 T-2   | 29 set 1973 | Palomar                | PLS                        | —         | MPC                           |
| 18236 Bernardburke   | 1059 T-2   | 29 set 1973 | Palomar                | PLS                        | —         | MPC                           |
| 18237 Kenfreeman     | 1182 T-2   | 29 set 1973 | Palomar                | PLS                        | —         | MPC                           |
| 18238 Frankshu       | 1241 T-2   | 29 set 1973 | Palomar                | PLS                        | —         | MPC                           |
| 18239 Ekers          | 1251 T-2   | 29 set 1973 | Palomar                | PLS                        | —         | MPC                           |
| 18240 Mould          | 1317 T-2   | 29 set 1973 | Palomar                | PLS                        | —         | MPC                           |
| 18241 Genzel         | 1325 T-2   | 29 set 1973 | Palomar                | PLS                        | —         | MPC                           |
| 18242 Peebles        | 2102 T-2   | 29 set 1973 | Palomar                | PLS                        | —         | MPC                           |
| 18243 Gunn           | 2272 T-2   | 29 set 1973 | Palomar                | PLS                        | —         | MPC                           |
| 18244 Anneila        | 3008 T-2   | 30 set 1973 | Palomar                | PLS                        | —         | MPC                           |
| 18245                | 3061 T-2   | 30 set 1973 | Palomar                | PLS                        | —         | MPC                           |
| 18246                | 3088 T-2   | 30 set 1973 | Palomar                | PLS                        | —         | MPC                           |
| 18247                | 3151 T-2   | 30 set 1973 | Palomar                | PLS                        | —         | MPC                           |
| 18248                | 3152 T-2   | 30 set 1973 | Palomar                | PLS                        | —         | MPC                           |
| 18249                | 3175 T-2   | 30 set 1973 | Palomar                | PLS                        | —         | MPC                           |
| 18250                | 3178 T-2   | 30 set 1973 | Palomar                | PLS                        | —         | MPC                           |
| 18251                | 3207 T-2   | 30 set 1973 | Palomar                | PLS                        | —         | MPC                           |
| 18252                | 3282 T-2   | 30 set 1973 | Palomar                | PLS                        | —         | MPC                           |
| 18253                | 3295 T-2   | 30 set 1973 | Palomar                | PLS                        | —         | MPC                           |
| 18254                | 4062 T-2   | 29 set 1973 | Palomar                | PLS                        | —         | MPC                           |
| 18255                | 4188 T-2   | 29 set 1973 | Palomar                | PLS                        | —         | MPC                           |
| 18256                | 4195 T-2   | 29 set 1973 | Palomar                | PLS                        | —         | MPC                           |
| 18257                | 4209 T-2   | 29 set 1973 | Palomar                | PLS                        | Ursula    | MPC                           |
| 18258                | 4250 T-2   | 29 set 1973 | Palomar                | PLS                        | —         | MPC                           |
| 18259                | 4311 T-2   | 29 set 1973 | Palomar                | PLS                        | —         | MPC                           |
| 18260                | 5056 T-2   | 25 set 1973 | Palomar                | PLS                        | —         | MPC                           |
| 18261                | 5065 T-2   | 25 set 1973 | Palomar                | PLS                        | —         | MPC                           |
| 18262                | 5125 T-2   | 25 set 1973 | Palomar                | PLS                        | —         | MPC                           |
| 18263 Anchialos      | 5167 T-2   | 25 set 1973 | Palomar                | PLS                        | Vesta     | MPC                           |
| 18264                | 5184 T-2   | 25 set 1973 | Palomar                | PLS                        | Brangane  | MPC                           |
| 18265                | 1136 T-3   | 16 out 1977 | Palomar                | PLS                        | —         | MPC                           |
| 18266                | 1189 T-3   | 17 out 1977 | Palomar                | PLS                        | —         | MPC                           |
| 18267                | 2122 T-3   | 16 out 1977 | Palomar                | PLS                        | —         | MPC                           |
| 18268 Dardanos       | 2140 T-3   | 16 out 1977 | Palomar                | PLS                        | —         | MPC                           |
| 18269                | 2206 T-3   | 16 out 1977 | Palomar                | PLS                        | —         | MPC                           |
| 18270                | 2312 T-3   | 16 out 1977 | Palomar                | PLS                        | —         | MPC                           |
| 18271                | 2332 T-3   | 16 out 1977 | Palomar                | PLS                        | —         | MPC                           |
| 18272                | 2495 T-3   | 16 out 1977 | Palomar                | PLS                        | —         | MPC                           |
| 18273                | 3140 T-3   | 16 out 1977 | Palomar                | PLS                        | —         | MPC                           |
| 18274                | 3150 T-3   | 16 out 1977 | Palomar                | PLS                        | Themis    | MPC                           |
| 18275                | 3173 T-3   | 16 out 1977 | Palomar                | PLS                        | —         | MPC                           |
| 18276                | 3355 T-3   | 16 out 1977 | Palomar                | PLS                        | —         | MPC                           |
| 18277                | 3446 T-3   | 16 out 1977 | Palomar                | PLS                        | —         | MPC                           |
| 18278 Drymas         | 4035 T-3   | 16 out 1977 | Palomar                | PLS                        | —         | MPC                           |
| 18279                | 4221 T-3   | 16 out 1977 | Palomar                | PLS                        | —         | MPC                           |
| 18280                | 4245 T-3   | 16 out 1977 | Palomar                | PLS                        | —         | MPC                           |
| 18281 Tros           | 4317 T-3   | 16 out 1977 | Palomar                | PLS                        | —         | MPC                           |
| 18282 Ilos           | 4369 T-3   | 16 out 1977 | Palomar                | PLS                        | —         | MPC                           |
| 18283                | 5165 T-3   | 16 out 1977 | Palomar                | PLS                        | —         | MPC                           |
| 18284 Tsereteli      | 1970 PU    | 10 ago 1970 | Nauchnij               | Crimean Astrophysical Obs. | —         | MPC                           |
| 18285 Vladplatonov   | 1972 GJ    | 14 abr 1972 | Nauchnij               | L. I. Chernykh             | —         | MPC                           |
| 18286 Kneipp         | 1973 UN5   | 27 out 1973 | Tautenburg Observatory | F. Börngen                 | —         | MPC                           |
| 18287 Verkin         | 1975 TU3   | 3 out 1975  | Nauchnij               | L. I. Chernykh             | —         | MPC                           |
| 18288 Nozdrachev     | 1975 VX2   | 2 nov 1975  | Nauchnij               | T. M. Smirnova             | —         | MPC                           |
| 18289 Yokoyamakoichi | 1976 UB16  | 22 out 1976 | Kiso                   | H. Kosai, K. Furukawa      | —         | MPC                           |
| 18290 Sumiyoshi      | 1977 DR2   | 18 fev 1977 | Kiso                   | H. Kosai, K. Furukawa      | —         | MPC                           |
| 18291 Wani           | 1977 DL4   | 18 fev 1977 | Kiso                   | H. Kosai, K. Furukawa      | —         | MPC                           |
| 18292 Zoltowski      | 1977 FB    | 17 mar 1977 | Harvard Observatory    | Harvard Obs.               | —         | MPC                           |
| 18293 Pilyugin       | 1978 SQ4   | 27 set 1978 | Nauchnij               | L. I. Chernykh             | —         | MPC                           |
| 18294 Rudenko        | 1978 SF5   | 27 set 1978 | Nauchnij               | L. I. Chernykh             | —         | MPC                           |
| 18295 Borispetrov    | 1978 TT7   | 2 out 1978  | Nauchnij               | L. V. Zhuravleva           | —         | MPC                           |
| 18296                | 1978 VW2   | 7 nov 1978  | Palomar                | E. F. Helin, S. J. Bus     | —         | MPC                           |
| 18297                | 1978 VG4   | 7 nov 1978  | Palomar                | E. F. Helin, S. J. Bus     | —         | MPC                           |
| 18298                | 1979 MZ4   | 25 jun 1979 | Siding Spring          | E. F. Helin, S. J. Bus     | —         | MPC                           |
| 18299                | 1979 MT8   | 25 jun 1979 | Siding Spring          | E. F. Helin, S. J. Bus     | —         | MPC                           |
| 18300                | 1979 PA    | 14 ago 1979 | Kleť                   | A. Mrkos                   | —         | MPC                           |

## 18301–18400
| Designação         | Designação | Descoberta  | Descoberta             | Descobridor(es)                | Categoria | Mais informações / Referência |
| Permanente         | Provisória | Data        | Local                  | Descobridor(es)                | Categoria | Mais informações / Referência |
| ------------------ | ---------- | ----------- | ---------------------- | ------------------------------ | --------- | ----------------------------- |
| 18301 Konyukhov    | 1979 QZ9   | 27 ago 1979 | Nauchnij               | N. S. Chernykh                 | —         | MPC                           |
| 18302 Körner       | 1980 FL3   | 16 mar 1980 | La Silla               | C.-I. Lagerkvist               | —         | MPC                           |
| 18303              | 1980 PU    | 6 ago 1980  | Kleť                   | Z. Vávrová                     | —         | MPC                           |
| 18304              | 1981 DH1   | 28 fev 1981 | Siding Spring          | S. J. Bus                      | —         | MPC                           |
| 18305              | 1981 DL1   | 28 fev 1981 | Siding Spring          | S. J. Bus                      | —         | MPC                           |
| 18306              | 1981 EF9   | 1 mar 1981  | Siding Spring          | S. J. Bus                      | —         | MPC                           |
| 18307              | 1981 ER10  | 1 mar 1981  | Siding Spring          | S. J. Bus                      | —         | MPC                           |
| 18308              | 1981 EZ11  | 7 mar 1981  | Siding Spring          | S. J. Bus                      | —         | MPC                           |
| 18309              | 1981 EV13  | 1 mar 1981  | Siding Spring          | S. J. Bus                      | —         | MPC                           |
| 18310              | 1981 EJ16  | 1 mar 1981  | Siding Spring          | S. J. Bus                      | —         | MPC                           |
| 18311              | 1981 EV16  | 6 mar 1981  | Siding Spring          | S. J. Bus                      | —         | MPC                           |
| 18312              | 1981 EC19  | 2 mar 1981  | Siding Spring          | S. J. Bus                      | —         | MPC                           |
| 18313              | 1981 EB23  | 2 mar 1981  | Siding Spring          | S. J. Bus                      | —         | MPC                           |
| 18314              | 1981 EX27  | 2 mar 1981  | Siding Spring          | S. J. Bus                      | Chloris   | MPC                           |
| 18315              | 1981 ED37  | 11 mar 1981 | Siding Spring          | S. J. Bus                      | —         | MPC                           |
| 18316              | 1981 EJ38  | 1 mar 1981  | Siding Spring          | S. J. Bus                      | —         | MPC                           |
| 18317              | 1981 EM41  | 2 mar 1981  | Siding Spring          | S. J. Bus                      | —         | MPC                           |
| 18318              | 1981 ET43  | 6 mar 1981  | Siding Spring          | S. J. Bus                      | —         | MPC                           |
| 18319              | 1981 QS2   | 23 ago 1981 | La Silla               | H. Debehogne                   | —         | MPC                           |
| 18320              | 1981 UJ28  | 24 out 1981 | Palomar                | S. J. Bus                      | —         | MPC                           |
| 18321 Bobrov       | 1982 UQ10  | 25 out 1982 | Nauchnij               | L. V. Zhuravleva               | —         | MPC                           |
| 18322 Korokan      | 1982 VF5   | 14 nov 1982 | Kiso                   | H. Kosai, K. Furukawa          | —         | MPC                           |
| 18323              | 1983 RZ2   | 2 set 1983  | La Silla               | H. Debehogne                   | —         | MPC                           |
| 18324              | 1984 HA2   | 27 abr 1984 | La Silla               | La Silla Obs.                  | —         | MPC                           |
| 18325              | 1984 SB2   | 29 set 1984 | Kleť                   | A. Mrkos                       | —         | MPC                           |
| 18326              | 1985 CV1   | 11 fev 1985 | La Silla               | H. Debehogne                   | —         | MPC                           |
| 18327              | 1985 CX1   | 12 fev 1985 | La Silla               | H. Debehogne                   | —         | MPC                           |
| 18328              | 1985 UU    | 20 out 1985 | Kleť                   | A. Mrkos                       | —         | MPC                           |
| 18329              | 1986 RY4   | 1 set 1986  | La Silla               | H. Debehogne                   | —         | MPC                           |
| 18330              | 1987 BW1   | 25 jan 1987 | La Silla               | E. W. Elst                     | —         | MPC                           |
| 18331              | 1987 DQ6   | 24 fev 1987 | La Silla               | H. Debehogne                   | —         | MPC                           |
| 18332              | 1987 ON    | 19 jul 1987 | Palomar                | E. F. Helin                    | Phocaea   | MPC                           |
| 18333              | 1987 OV    | 19 jul 1987 | Palomar                | E. F. Helin                    | —         | MPC                           |
| 18334 Drozdov      | 1987 RA3   | 2 set 1987  | Nauchnij               | L. G. Karachkina               | —         | MPC                           |
| 18335 San Cassiano | 1987 SC1   | 19 set 1987 | Anderson Mesa          | E. Bowell                      | —         | MPC                           |
| 18336              | 1988 LG    | 15 jun 1988 | Palomar                | E. F. Helin                    | —         | MPC                           |
| 18337              | 1988 RB11  | 14 set 1988 | Cerro Tololo           | S. J. Bus                      | —         | MPC                           |
| 18338              | 1989 EP2   | 4 mar 1989  | Palomar                | E. F. Helin                    | —         | MPC                           |
| 18339              | 1989 GM2   | 3 abr 1989  | La Silla               | E. W. Elst                     | —         | MPC                           |
| 18340              | 1989 OM    | 29 jul 1989 | Lake Tekapo            | A. C. Gilmore, P. M. Kilmartin | —         | MPC                           |
| 18341              | 1989 SJ5   | 26 set 1989 | La Silla               | E. W. Elst                     | —         | MPC                           |
| 18342              | 1989 ST9   | 26 set 1989 | La Silla               | H. Debehogne                   | —         | MPC                           |
| 18343 Asja         | 1989 TN    | 2 out 1989  | Smolyan                | E. W. Elst                     | —         | MPC                           |
| 18344              | 1989 TN11  | 2 out 1989  | Cerro Tololo           | S. J. Bus                      | —         | MPC                           |
| 18345              | 1989 UP4   | 22 out 1989 | Kleť                   | Z. Vávrová                     | —         | MPC                           |
| 18346              | 1989 WG    | 20 nov 1989 | Gekko                  | Y. Oshima                      | —         | MPC                           |
| 18347              | 1989 WU    | 20 nov 1989 | Oohira                 | Oohira Stn.                    | —         | MPC                           |
| 18348              | 1990 BM1   | 22 jan 1990 | Palomar                | E. F. Helin                    | —         | MPC                           |
| 18349 Dafydd       | 1990 OV4   | 25 jul 1990 | Palomar                | H. E. Holt                     | —         | MPC                           |
| 18350              | 1990 QJ2   | 22 ago 1990 | Palomar                | H. E. Holt                     | —         | MPC                           |
| 18351              | 1990 QN5   | 29 ago 1990 | Palomar                | H. E. Holt                     | —         | MPC                           |
| 18352              | 1990 QB8   | 16 ago 1990 | La Silla               | E. W. Elst                     | —         | MPC                           |
| 18353              | 1990 QF9   | 16 ago 1990 | La Silla               | E. W. Elst                     | —         | MPC                           |
| 18354              | 1990 RK5   | 15 set 1990 | Palomar                | H. E. Holt                     | —         | MPC                           |
| 18355              | 1990 RN9   | 14 set 1990 | Palomar                | H. E. Holt                     | —         | MPC                           |
| 18356              | 1990 SF1   | 16 set 1990 | Palomar                | H. E. Holt                     | —         | MPC                           |
| 18357              | 1990 SR2   | 18 set 1990 | Palomar                | H. E. Holt                     | —         | MPC                           |
| 18358              | 1990 SB11  | 16 set 1990 | Palomar                | H. E. Holt                     | —         | MPC                           |
| 18359 Jakobstaude  | 1990 TL7   | 13 out 1990 | Tautenburg Observatory | L. D. Schmadel, F. Börngen     | —         | MPC                           |
| 18360 Sachs        | 1990 TF9   | 10 out 1990 | Tautenburg Observatory | F. Börngen, L. D. Schmadel     | —         | MPC                           |
| 18361              | 1990 VN6   | 15 nov 1990 | La Silla               | E. W. Elst                     | —         | MPC                           |
| 18362              | 1990 VX6   | 15 nov 1990 | La Silla               | E. W. Elst                     | Brangane  | MPC                           |
| 18363              | 1990 VW8   | 12 nov 1990 | La Silla               | E. W. Elst                     | —         | MPC                           |
| 18364              | 1990 WF4   | 16 nov 1990 | La Silla               | E. W. Elst                     | —         | MPC                           |
| 18365 Shimomoto    | 1990 WN5   | 17 nov 1990 | Geisei                 | T. Seki                        | Brangane  | MPC                           |
| 18366              | 1991 DG1   | 18 fev 1991 | Palomar                | E. F. Helin                    | Ursula    | MPC                           |
| 18367              | 1991 FS1   | 17 mar 1991 | La Silla               | H. Debehogne                   | —         | MPC                           |
| 18368 Flandrau     | 1991 GZ1   | 15 abr 1991 | Palomar                | C. S. Shoemaker, D. H. Levy    | —         | MPC                           |
| 18369              | 1991 LM    | 13 jun 1991 | Palomar                | E. F. Helin                    | —         | MPC                           |
| 18370              | 1991 NS2   | 12 jul 1991 | Palomar                | H. E. Holt                     | —         | MPC                           |
| 18371              | 1991 PH10  | 7 ago 1991  | Palomar                | H. E. Holt                     | —         | MPC                           |
| 18372              | 1991 RF16  | 15 set 1991 | Palomar                | H. E. Holt                     | —         | MPC                           |
| 18373              | 1991 RQ16  | 15 set 1991 | Palomar                | H. E. Holt                     | —         | MPC                           |
| 18374              | 1991 RA18  | 13 set 1991 | Palomar                | H. E. Holt                     | —         | MPC                           |
| 18375              | 1991 RC27  | 13 set 1991 | Palomar                | H. E. Holt                     | Phocaea   | MPC                           |
| 18376 Quirk        | 1991 SQ    | 30 set 1991 | Siding Spring          | R. H. McNaught                 | —         | MPC                           |
| 18377              | 1991 SH1   | 28 set 1991 | Siding Spring          | R. H. McNaught                 | —         | MPC                           |
| 18378              | 1991 UX2   | 31 out 1991 | Kushiro                | S. Ueda, H. Kaneda             | —         | MPC                           |
| 18379 Josévandam   | 1991 VJ6   | 6 nov 1991  | La Silla               | E. W. Elst                     | —         | MPC                           |
| 18380              | 1991 VZ8   | 4 nov 1991  | Kitt Peak              | Spacewatch                     | —         | MPC                           |
| 18381 Massenet     | 1991 YU    | 30 dez 1991 | Haute Provence         | E. W. Elst                     | —         | MPC                           |
| 18382              | 1992 EG22  | 1 mar 1992  | La Silla               | UESAC                          | —         | MPC                           |
| 18383              | 1992 ER28  | 8 mar 1992  | La Silla               | UESAC                          | —         | MPC                           |
| 18384              | 1992 ES28  | 8 mar 1992  | La Silla               | UESAC                          | —         | MPC                           |
| 18385              | 1992 EG31  | 1 mar 1992  | La Silla               | UESAC                          | Brangane  | MPC                           |
| 18386              | 1992 EL35  | 2 mar 1992  | La Silla               | UESAC                          | —         | MPC                           |
| 18387              | 1992 GN3   | 4 abr 1992  | La Silla               | E. W. Elst                     | —         | MPC                           |
| 18388              | 1992 GX4   | 4 abr 1992  | La Silla               | E. W. Elst                     | —         | MPC                           |
| 18389              | 1992 JU2   | 4 mai 1992  | La Silla               | H. Debehogne                   | —         | MPC                           |
| 18390              | 1992 JD3   | 7 mai 1992  | La Silla               | H. Debehogne                   | —         | MPC                           |
| 18391              | 1992 PO1   | 8 ago 1992  | Caussols               | E. W. Elst                     | —         | MPC                           |
| 18392              | 1992 PT4   | 2 ago 1992  | Palomar                | H. E. Holt                     | —         | MPC                           |
| 18393              | 1992 QB    | 19 ago 1992 | Siding Spring          | R. H. McNaught                 | —         | MPC                           |
| 18394              | 1992 RR5   | 2 set 1992  | La Silla               | E. W. Elst                     | —         | MPC                           |
| 18395 Schmiedmayer | 1992 SH2   | 21 set 1992 | Tautenburg Observatory | L. D. Schmadel, F. Börngen     | —         | MPC                           |
| 18396 Nellysachs   | 1992 SN2   | 21 set 1992 | Tautenburg Observatory | F. Börngen, L. D. Schmadel     | —         | MPC                           |
| 18397              | 1992 SF14  | 28 set 1992 | Palomar                | H. E. Holt                     | —         | MPC                           |
| 18398 Bregenz      | 1992 SQ23  | 23 set 1992 | Tautenburg Observatory | F. Börngen                     | —         | MPC                           |
| 18399 Tentoumushi  | 1992 WK1   | 17 nov 1992 | Kitami                 | K. Endate, K. Watanabe         | —         | MPC                           |
| 18400              | 1992 WY3   | 25 nov 1992 | Geisei                 | T. Seki                        | —         | MPC                           |

## 18401–18500
| Designação           | Designação | Descoberta  | Descoberta             | Descobridor(es)             | Categoria | Mais informações / Referência |
| Permanente           | Provisória | Data        | Local                  | Descobridor(es)             | Categoria | Mais informações / Referência |
| -------------------- | ---------- | ----------- | ---------------------- | --------------------------- | --------- | ----------------------------- |
| 18401                | 1992 WE4   | 21 nov 1992 | Kushiro                | S. Ueda, H. Kaneda          | —         | MPC                           |
| 18402                | 1992 YU2   | 26 dez 1992 | Oohira                 | T. Urata                    | —         | MPC                           |
| 18403 Atsuhirotaisei | 1993 AG    | 13 jan 1993 | Kitami                 | K. Endate, K. Watanabe      | —         | MPC                           |
| 18404 Kenichi        | 1993 FQ2   | 20 mar 1993 | Kitami                 | K. Endate, K. Watanabe      | —         | MPC                           |
| 18405                | 1993 FY12  | 17 mar 1993 | La Silla               | UESAC                       | —         | MPC                           |
| 18406                | 1993 FT14  | 17 mar 1993 | La Silla               | UESAC                       | —         | MPC                           |
| 18407                | 1993 FQ24  | 21 mar 1993 | La Silla               | UESAC                       | —         | MPC                           |
| 18408                | 1993 FP30  | 21 mar 1993 | La Silla               | UESAC                       | —         | MPC                           |
| 18409                | 1993 FF36  | 19 mar 1993 | La Silla               | UESAC                       | —         | MPC                           |
| 18410                | 1993 FC51  | 19 mar 1993 | La Silla               | UESAC                       | —         | MPC                           |
| 18411                | 1993 FB82  | 19 mar 1993 | La Silla               | UESAC                       | —         | MPC                           |
| 18412 Kruszelnicki   | 1993 LX    | 13 jun 1993 | Siding Spring          | R. H. McNaught              | —         | MPC                           |
| 18413 Adamspencer    | 1993 LD1   | 13 jun 1993 | Siding Spring          | R. H. McNaught              | —         | MPC                           |
| 18414                | 1993 OY6   | 20 jul 1993 | La Silla               | E. W. Elst                  | —         | MPC                           |
| 18415                | 1993 PW5   | 15 ago 1993 | Caussols               | E. W. Elst                  | —         | MPC                           |
| 18416                | 1993 QW    | 22 ago 1993 | Palomar                | E. F. Helin                 | —         | MPC                           |
| 18417                | 1993 QY9   | 20 ago 1993 | La Silla               | E. W. Elst                  | —         | MPC                           |
| 18418 Ujibe          | 1993 TV1   | 15 out 1993 | Kitami                 | K. Endate, K. Watanabe      | —         | MPC                           |
| 18419                | 1993 TS20  | 9 out 1993  | La Silla               | E. W. Elst                  | —         | MPC                           |
| 18420                | 1993 TR25  | 9 out 1993  | La Silla               | E. W. Elst                  | —         | MPC                           |
| 18421                | 1993 TV34  | 9 out 1993  | La Silla               | E. W. Elst                  | —         | MPC                           |
| 18422                | 1993 UE6   | 20 out 1993 | La Silla               | E. W. Elst                  | —         | MPC                           |
| 18423                | 1993 UF7   | 20 out 1993 | La Silla               | E. W. Elst                  | —         | MPC                           |
| 18424                | 1993 YG    | 17 dez 1993 | Oizumi                 | T. Kobayashi                | —         | MPC                           |
| 18425                | 1993 YL    | 18 dez 1993 | Oizumi                 | T. Kobayashi                | —         | MPC                           |
| 18426 Maffei         | 1993 YN2   | 18 dez 1993 | Sormano                | E. Colzani, G. Ventre       | —         | MPC                           |
| 18427                | 1994 AY    | 4 jan 1994  | Oizumi                 | T. Kobayashi                | —         | MPC                           |
| 18428                | 1994 AC1   | 7 jan 1994  | Oizumi                 | T. Kobayashi                | —         | MPC                           |
| 18429                | 1994 AO1   | 8 jan 1994  | Dynic                  | A. Sugie                    | —         | MPC                           |
| 18430 Balzac         | 1994 AK16  | 14 jan 1994 | Tautenburg Observatory | F. Börngen                  | —         | MPC                           |
| 18431 Stazzema       | 1994 BM    | 16 jan 1994 | Cima Ekar              | M. Tombelli, A. Boattini    | —         | MPC                           |
| 18432                | 1994 CJ2   | 13 fev 1994 | Oizumi                 | T. Kobayashi                | —         | MPC                           |
| 18433                | 1994 EQ    | 4 mar 1994  | Oizumi                 | T. Kobayashi                | —         | MPC                           |
| 18434 Mikesandras    | 1994 EW7   | 12 mar 1994 | Palomar                | C. S. Shoemaker, D. H. Levy | —         | MPC                           |
| 18435                | 1994 GW10  | 14 abr 1994 | Palomar                | PCAS                        | —         | MPC                           |
| 18436                | 1994 GY10  | 14 abr 1994 | Palomar                | PCAS                        | —         | MPC                           |
| 18437                | 1994 JR    | 5 mai 1994  | Palomar                | E. F. Helin                 | Phocaea   | MPC                           |
| 18438                | 1994 JM6   | 4 mai 1994  | Kitt Peak              | Spacewatch                  | —         | MPC                           |
| 18439                | 1994 LJ1   | 9 jun 1994  | Palomar                | E. F. Helin                 | —         | MPC                           |
| 18440                | 1994 NV1   | 8 jul 1994  | Caussols               | E. W. Elst                  | —         | MPC                           |
| 18441 Cittadivinci   | 1994 PE    | 5 ago 1994  | San Marcello           | A. Boattini, M. Tombelli    | —         | MPC                           |
| 18442                | 1994 PK3   | 10 ago 1994 | La Silla               | E. W. Elst                  | —         | MPC                           |
| 18443                | 1994 PW8   | 10 ago 1994 | La Silla               | E. W. Elst                  | Brangane  | MPC                           |
| 18444                | 1994 PL10  | 10 ago 1994 | La Silla               | E. W. Elst                  | —         | MPC                           |
| 18445                | 1994 PC12  | 10 ago 1994 | La Silla               | E. W. Elst                  | —         | MPC                           |
| 18446                | 1994 PN13  | 10 ago 1994 | La Silla               | E. W. Elst                  | —         | MPC                           |
| 18447                | 1994 PU13  | 10 ago 1994 | La Silla               | E. W. Elst                  | —         | MPC                           |
| 18448                | 1994 PW17  | 10 ago 1994 | La Silla               | E. W. Elst                  | —         | MPC                           |
| 18449 Rikwouters     | 1994 PT19  | 12 ago 1994 | La Silla               | E. W. Elst                  | —         | MPC                           |
| 18450                | 1994 PG27  | 12 ago 1994 | La Silla               | E. W. Elst                  | —         | MPC                           |
| 18451                | 1994 PZ27  | 12 ago 1994 | La Silla               | E. W. Elst                  | —         | MPC                           |
| 18452                | 1994 PL33  | 10 ago 1994 | La Silla               | E. W. Elst                  | Ursula    | MPC                           |
| 18453 Nishiyamayukio | 1994 TT    | 2 out 1994  | Kitami                 | K. Endate, K. Watanabe      | —         | MPC                           |
| 18454                | 1995 BF1   | 23 jan 1995 | Kiyosato               | S. Otomo                    | —         | MPC                           |
| 18455                | 1995 DF    | 20 fev 1995 | Oizumi                 | T. Kobayashi                | —         | MPC                           |
| 18456 Mišík          | 1995 ES    | 8 mar 1995  | Kleť                   | M. Tichý, J. Tichá          | —         | MPC                           |
| 18457                | 1995 EX7   | 5 mar 1995  | Nyukasa                | M. Hirasawa, S. Suzuki      | —         | MPC                           |
| 18458 Caesar         | 1995 EY8   | 5 mar 1995  | Tautenburg Observatory | F. Börngen                  | —         | MPC                           |
| 18459                | 1995 FD1   | 28 mar 1995 | Kushiro                | S. Ueda, H. Kaneda          | —         | MPC                           |
| 18460 Pecková        | 1995 PG    | 5 ago 1995  | Ondřejov               | L. Kotková                  | —         | MPC                           |
| 18461 Seiichikanno   | 1995 QQ    | 17 ago 1995 | Nanyo                  | T. Okuni                    | —         | MPC                           |
| 18462 Riccò          | 1995 QS2   | 26 ago 1995 | Bologna                | San Vittore Obs.            | —         | MPC                           |
| 18463                | 1995 SV16  | 18 set 1995 | Kitt Peak              | Spacewatch                  | —         | MPC                           |
| 18464                | 1995 SK23  | 19 set 1995 | Kitt Peak              | Spacewatch                  | —         | MPC                           |
| 18465                | 1995 SB34  | 22 set 1995 | Kitt Peak              | Spacewatch                  | —         | MPC                           |
| 18466                | 1995 SU37  | 24 set 1995 | Kitt Peak              | Spacewatch                  | —         | MPC                           |
| 18467 Nagatatsu      | 1995 SX52  | 22 set 1995 | Kitami                 | K. Endate, K. Watanabe      | —         | MPC                           |
| 18468                | 1995 UE8   | 27 out 1995 | Oizumi                 | T. Kobayashi                | —         | MPC                           |
| 18469 Hakodate       | 1995 UC9   | 20 out 1995 | Chichibu               | N. Satō, T. Urata           | —         | MPC                           |
| 18470                | 1995 UX44  | 27 out 1995 | Kushiro                | S. Ueda, H. Kaneda          | —         | MPC                           |
| 18471                | 1995 UZ45  | 20 out 1995 | Caussols               | E. W. Elst                  | —         | MPC                           |
| 18472 Hatada         | 1995 VA1   | 12 nov 1995 | Kitami                 | K. Endate, K. Watanabe      | —         | MPC                           |
| 18473 Kikuchijun     | 1995 VK1   | 15 nov 1995 | Kitami                 | K. Endate, K. Watanabe      | —         | MPC                           |
| 18474                | 1995 WV3   | 18 nov 1995 | Nachi-Katsuura         | Y. Shimizu, T. Urata        | —         | MPC                           |
| 18475                | 1995 WM7   | 27 nov 1995 | Oizumi                 | T. Kobayashi                | —         | MPC                           |
| 18476                | 1995 WR7   | 27 nov 1995 | Oizumi                 | T. Kobayashi                | —         | MPC                           |
| 18477                | 1995 WA11  | 16 nov 1995 | Kitt Peak              | Spacewatch                  | —         | MPC                           |
| 18478                | 1995 WT15  | 17 nov 1995 | Kitt Peak              | Spacewatch                  | —         | MPC                           |
| 18479                | 1995 XR    | 12 dez 1995 | Oizumi                 | T. Kobayashi                | Brangane  | MPC                           |
| 18480                | 1995 YB    | 17 dez 1995 | Oizumi                 | T. Kobayashi                | —         | MPC                           |
| 18481                | 1995 YH    | 17 dez 1995 | Oizumi                 | T. Kobayashi                | Brangane  | MPC                           |
| 18482                | 1995 YO    | 19 dez 1995 | Oizumi                 | T. Kobayashi                | —         | MPC                           |
| 18483                | 1995 YY2   | 26 dez 1995 | Oizumi                 | T. Kobayashi                | —         | MPC                           |
| 18484                | 1995 YB3   | 27 dez 1995 | Haleakalā              | NEAT                        | —         | MPC                           |
| 18485                | 1996 AB    | 1 jan 1996  | Oizumi                 | T. Kobayashi                | —         | MPC                           |
| 18486                | 1996 AS2   | 13 jan 1996 | Oizumi                 | T. Kobayashi                | —         | MPC                           |
| 18487                | 1996 AU3   | 13 jan 1996 | Kushiro                | S. Ueda, H. Kaneda          | —         | MPC                           |
| 18488                | 1996 AY3   | 13 jan 1996 | Chichibu               | N. Satō, T. Urata           | —         | MPC                           |
| 18489                | 1996 BV2   | 26 jan 1996 | Kashihara              | F. Uto                      | —         | MPC                           |
| 18490                | 1996 BG17  | 24 jan 1996 | Socorro                | Lincoln Lab ETS             | —         | MPC                           |
| 18491                | 1996 DP2   | 23 fev 1996 | Oizumi                 | T. Kobayashi                | —         | MPC                           |
| 18492                | 1996 GS2   | 8 abr 1996  | Xinglong               | SCAP                        | —         | MPC                           |
| 18493 Demoleon       | 1996 HV9   | 17 abr 1996 | La Silla               | E. W. Elst                  | —         | MPC                           |
| 18494                | 1996 HH10  | 17 abr 1996 | La Silla               | E. W. Elst                  | —         | MPC                           |
| 18495                | 1996 HH24  | 20 abr 1996 | La Silla               | E. W. Elst                  | —         | MPC                           |
| 18496                | 1996 JN1   | 9 mai 1996  | Siding Spring          | R. H. McNaught              | —         | MPC                           |
| 18497 Nevězice       | 1996 LK1   | 11 jun 1996 | Kleť                   | M. Tichý, Z. Moravec        | —         | MPC                           |
| 18498 Cesaro         | 1996 MN    | 22 jun 1996 | Prescott               | P. G. Comba                 | —         | MPC                           |
| 18499 Showalter      | 1996 MR    | 22 jun 1996 | Haleakalā              | NEAT                        | —         | MPC                           |
| 18500                | 1996 NX3   | 14 jul 1996 | La Silla               | E. W. Elst                  | —         | MPC                           |

## 18501–18600
| Designação            | Designação | Descoberta  | Descoberta              | Descobridor(es)             | Categoria | Mais informações / Referência |
| Permanente            | Provisória | Data        | Local                   | Descobridor(es)             | Categoria | Mais informações / Referência |
| --------------------- | ---------- | ----------- | ----------------------- | --------------------------- | --------- | ----------------------------- |
| 18501                 | 1996 OB    | 16 jul 1996 | Farra d'Isonzo          | Farra d'Isonzo              | —         | MPC                           |
| 18502                 | 1996 PK1   | 11 ago 1996 | Rand                    | G. R. Viscome               | —         | MPC                           |
| 18503                 | 1996 PY4   | 15 ago 1996 | Haleakalā               | NEAT                        | —         | MPC                           |
| 18504                 | 1996 PB5   | 15 ago 1996 | Haleakala               | NEAT                        | —         | MPC                           |
| 18505 Caravelli       | 1996 PG5   | 9 ago 1996  | Bologna                 | San Vittore Obs.            | —         | MPC                           |
| 18506                 | 1996 PY6   | 15 ago 1996 | Macquarie               | R. H. McNaught, J. B. Child | —         | MPC                           |
| 18507                 | 1996 QM1   | 18 ago 1996 | Lake Clear              | K. A. Williams              | —         | MPC                           |
| 18508                 | 1996 RJ2   | 8 set 1996  | Haleakalā               | NEAT                        | —         | MPC                           |
| 18509 Bellini         | 1996 RB4   | 14 set 1996 | Colleverde              | V. S. Casulli               | Phocaea   | MPC                           |
| 18510 Chasles         | 1996 SN    | 16 set 1996 | Prescott                | P. G. Comba                 | —         | MPC                           |
| 18511                 | 1996 SH4   | 19 set 1996 | Xinglong                | SCAP                        | Eos       | MPC                           |
| 18512                 | 1996 SO7   | 17 set 1996 | Kiyosato                | S. Otomo                    | —         | MPC                           |
| 18513                 | 1996 TS5   | 7 out 1996  | Catalina Station        | T. B. Spahr                 | —         | MPC                           |
| 18514                 | 1996 TE11  | 14 out 1996 | Siding Spring           | R. H. McNaught              | —         | MPC                           |
| 18515                 | 1996 TL14  | 9 out 1996  | Kushiro                 | S. Ueda, H. Kaneda          | —         | MPC                           |
| 18516                 | 1996 TL29  | 7 out 1996  | Kitt Peak               | Spacewatch                  | —         | MPC                           |
| 18517                 | 1996 VG2   | 6 nov 1996  | Oizumi                  | T. Kobayashi                | —         | MPC                           |
| 18518                 | 1996 VT3   | 2 nov 1996  | Xinglong                | SCAP                        | —         | MPC                           |
| 18519                 | 1996 VH4   | 8 nov 1996  | Xinglong                | SCAP                        | Phocaea   | MPC                           |
| 18520 Wolfratshausen  | 1996 VK4   | 6 nov 1996  | Chichibu                | N. Satō                     | —         | MPC                           |
| 18521                 | 1996 VV5   | 14 nov 1996 | Oizumi                  | T. Kobayashi                | —         | MPC                           |
| 18522                 | 1996 VA6   | 15 nov 1996 | Oizumi                  | T. Kobayashi                | Phocaea   | MPC                           |
| 18523                 | 1996 VA7   | 2 nov 1996  | Xinglong                | SCAP                        | —         | MPC                           |
| 18524 Tagatoshihiro   | 1996 VE8   | 6 nov 1996  | Kitami                  | K. Endate, K. Watanabe      | —         | MPC                           |
| 18525                 | 1996 VO8   | 7 nov 1996  | Kushiro                 | S. Ueda, H. Kaneda          | —         | MPC                           |
| 18526                 | 1996 VB30  | 7 nov 1996  | Kushiro                 | S. Ueda, H. Kaneda          | —         | MPC                           |
| 18527                 | 1996 VJ30  | 7 nov 1996  | Kushiro                 | S. Ueda, H. Kaneda          | —         | MPC                           |
| 18528                 | 1996 VX30  | 2 nov 1996  | Xinglong                | SCAP                        | —         | MPC                           |
| 18529                 | 1996 WK3   | 28 nov 1996 | Xinglong                | SCAP                        | —         | MPC                           |
| 18530                 | 1996 XS1   | 2 dez 1996  | Oizumi                  | T. Kobayashi                | —         | MPC                           |
| 18531 Strakonice      | 1996 XM2   | 4 dez 1996  | Kleť                    | M. Tichý, Z. Moravec        | —         | MPC                           |
| 18532                 | 1996 XW2   | 3 dez 1996  | Oizumi                  | T. Kobayashi                | Phocaea   | MPC                           |
| 18533                 | 1996 XJ6   | 3 dez 1996  | Nachi-Katsuura          | Y. Shimizu, T. Urata        | —         | MPC                           |
| 18534                 | 1996 XE12  | 4 dez 1996  | Kitt Peak               | Spacewatch                  | —         | MPC                           |
| 18535                 | 1996 XQ13  | 9 dez 1996  | Kleť                    | Kleť Obs.                   | —         | MPC                           |
| 18536                 | 1996 XN15  | 10 dez 1996 | Xinglong                | SCAP                        | —         | MPC                           |
| 18537                 | 1996 XH18  | 7 dez 1996  | Kitt Peak               | Spacewatch                  | —         | MPC                           |
| 18538                 | 1996 XY18  | 6 dez 1996  | Nachi-Katsuura          | Y. Shimizu, T. Urata        | —         | MPC                           |
| 18539                 | 1996 XX30  | 14 dez 1996 | Oizumi                  | T. Kobayashi                | —         | MPC                           |
| 18540                 | 1996 XK31  | 14 dez 1996 | Oizumi                  | T. Kobayashi                | —         | MPC                           |
| 18541                 | 1996 YA1   | 20 dez 1996 | Oizumi                  | T. Kobayashi                | —         | MPC                           |
| 18542 Broglio         | 1996 YP3   | 29 dez 1996 | Sormano                 | A. Testa, F. Manca          | —         | MPC                           |
| 18543                 | 1997 AE    | 2 jan 1997  | Oizumi                  | T. Kobayashi                | —         | MPC                           |
| 18544                 | 1997 AA2   | 3 jan 1997  | Oizumi                  | T. Kobayashi                | —         | MPC                           |
| 18545                 | 1997 AO2   | 3 jan 1997  | Oizumi                  | T. Kobayashi                | Brangane  | MPC                           |
| 18546                 | 1997 AP4   | 6 jan 1997  | Oizumi                  | T. Kobayashi                | —         | MPC                           |
| 18547                 | 1997 AU5   | 7 jan 1997  | Oizumi                  | T. Kobayashi                | Brangane  | MPC                           |
| 18548 Christoffel     | 1997 AN12  | 10 jan 1997 | Prescott                | P. G. Comba                 | —         | MPC                           |
| 18549                 | 1997 AD13  | 11 jan 1997 | Oizumi                  | T. Kobayashi                | —         | MPC                           |
| 18550 Maoyisheng      | 1997 AN14  | 9 jan 1997  | Xinglong                | SCAP                        | —         | MPC                           |
| 18551                 | 1997 AQ17  | 13 jan 1997 | Farra d'Isonzo          | Farra d'Isonzo              | —         | MPC                           |
| 18552                 | 1997 AM21  | 13 jan 1997 | Nachi-Katsuura          | Y. Shimizu, T. Urata        | —         | MPC                           |
| 18553 Kinkakuji       | 1997 AZ21  | 6 jan 1997  | Chichibu                | N. Satō                     | —         | MPC                           |
| 18554                 | 1997 BO1   | 29 jan 1997 | Oizumi                  | T. Kobayashi                | —         | MPC                           |
| 18555 Courant         | 1997 CN4   | 4 fev 1997  | Prescott                | P. G. Comba                 | —         | MPC                           |
| 18556 Battiato        | 1997 CC7   | 7 fev 1997  | Sormano                 | P. Sicoli, F. Manca         | —         | MPC                           |
| 18557                 | 1997 CQ11  | 3 fev 1997  | Kitt Peak               | Spacewatch                  | —         | MPC                           |
| 18558                 | 1997 CO19  | 6 fev 1997  | Oohira                  | T. Urata                    | Ursula    | MPC                           |
| 18559                 | 1997 EN2   | 4 mar 1997  | Oizumi                  | T. Kobayashi                | —         | MPC                           |
| 18560 Coxeter         | 1997 EO7   | 7 mar 1997  | Prescott                | P. G. Comba                 | —         | MPC                           |
| 18561 Fengningding    | 1997 EY34  | 4 mar 1997  | Socorro                 | LINEAR                      | —         | MPC                           |
| 18562 Ellenkey        | 1997 EK54  | 8 mar 1997  | La Silla                | E. W. Elst                  | —         | MPC                           |
| 18563 Danigoldman     | 1997 FC3   | 31 mar 1997 | Socorro                 | LINEAR                      | —         | MPC                           |
| 18564 Caseyo          | 1997 GO6   | 2 abr 1997  | Socorro                 | LINEAR                      | —         | MPC                           |
| 18565 Selg            | 1997 GP35  | 6 abr 1997  | Socorro                 | LINEAR                      | —         | MPC                           |
| 18566                 | 1997 RS3   | 1 set 1997  | Caussols                | ODAS                        | —         | MPC                           |
| 18567 Segenthau       | 1997 SS4   | 27 set 1997 | Starkenburg Observatory | Starkenburg Obs.            | —         | MPC                           |
| 18568 Thuillot        | 1997 TL2   | 3 out 1997  | Caussols                | ODAS                        | —         | MPC                           |
| 18569                 | 1997 UC11  | 26 out 1997 | Oohira                  | T. Urata                    | —         | MPC                           |
| 18570                 | 1997 VB6   | 9 nov 1997  | Oizumi                  | T. Kobayashi                | —         | MPC                           |
| 18571                 | 1997 WQ21  | 30 nov 1997 | Oizumi                  | T. Kobayashi                | —         | MPC                           |
| 18572 Rocher          | 1997 WQ22  | 28 nov 1997 | Caussols                | ODAS                        | —         | MPC                           |
| 18573                 | 1997 WM23  | 28 nov 1997 | Caussols                | ODAS                        | —         | MPC                           |
| 18574 Jeansimon       | 1997 WO23  | 28 nov 1997 | Caussols                | ODAS                        | —         | MPC                           |
| 18575                 | 1997 WS31  | 29 nov 1997 | Socorro                 | LINEAR                      | —         | MPC                           |
| 18576                 | 1997 WA42  | 29 nov 1997 | Socorro                 | LINEAR                      | —         | MPC                           |
| 18577                 | 1997 XH    | 3 dez 1997  | Caussols                | ODAS                        | —         | MPC                           |
| 18578                 | 1997 XP    | 3 dez 1997  | Oizumi                  | T. Kobayashi                | —         | MPC                           |
| 18579 Duongtuyenvu    | 1997 XY6   | 5 dez 1997  | Caussols                | ODAS                        | —         | MPC                           |
| 18580                 | 1997 XN8   | 7 dez 1997  | Caussols                | ODAS                        | —         | MPC                           |
| 18581 Batllo          | 1997 XV8   | 7 dez 1997  | Caussols                | ODAS                        | —         | MPC                           |
| 18582                 | 1997 XK9   | 4 dez 1997  | Xinglong                | SCAP                        | —         | MPC                           |
| 18583 Francescopedani | 1997 XN10  | 7 dez 1997  | Cima Ekar               | A. Boattini, M. Tombelli    | —         | MPC                           |
| 18584                 | 1997 YB2   | 21 dez 1997 | Oizumi                  | T. Kobayashi                | —         | MPC                           |
| 18585                 | 1997 YE2   | 21 dez 1997 | Oizumi                  | T. Kobayashi                | —         | MPC                           |
| 18586                 | 1997 YD3   | 24 dez 1997 | Oizumi                  | T. Kobayashi                | —         | MPC                           |
| 18587                 | 1997 YR5   | 25 dez 1997 | Oizumi                  | T. Kobayashi                | —         | MPC                           |
| 18588                 | 1997 YO9   | 25 dez 1997 | Haleakalā               | NEAT                        | —         | MPC                           |
| 18589                 | 1997 YL10  | 28 dez 1997 | Oizumi                  | T. Kobayashi                | —         | MPC                           |
| 18590                 | 1997 YO10  | 28 dez 1997 | Oizumi                  | T. Kobayashi                | —         | MPC                           |
| 18591                 | 1997 YT11  | 30 dez 1997 | Oizumi                  | T. Kobayashi                | —         | MPC                           |
| 18592                 | 1997 YO18  | 24 dez 1997 | Xinglong                | SCAP                        | —         | MPC                           |
| 18593 Wangzhongcheng  | 1998 AG11  | 5 jan 1998  | Xinglong                | SCAP                        | —         | MPC                           |
| 18594                 | 1998 BJ    | 16 jan 1998 | Nachi-Katsuura          | Y. Shimizu, T. Urata        | —         | MPC                           |
| 18595                 | 1998 BR1   | 19 jan 1998 | Oizumi                  | T. Kobayashi                | —         | MPC                           |
| 18596 Superbus        | 1998 BA4   | 21 jan 1998 | Colleverde              | V. S. Casulli               | —         | MPC                           |
| 18597                 | 1998 BE8   | 25 jan 1998 | Oizumi                  | T. Kobayashi                | —         | MPC                           |
| 18598                 | 1998 BH8   | 25 jan 1998 | Oizumi                  | T. Kobayashi                | —         | MPC                           |
| 18599                 | 1998 BK8   | 25 jan 1998 | Oizumi                  | T. Kobayashi                | —         | MPC                           |
| 18600                 | 1998 BK10  | 24 jan 1998 | Woomera                 | F. B. Zoltowski             | —         | MPC                           |

## 18601–18700
| Designação             | Designação | Descoberta  | Descoberta              | Descobridor(es)          | Categoria | Mais informações / Referência |
| Permanente             | Provisória | Data        | Local                   | Descobridor(es)          | Categoria | Mais informações / Referência |
| ---------------------- | ---------- | ----------- | ----------------------- | ------------------------ | --------- | ----------------------------- |
| 18601 Zafar            | 1998 BL11  | 23 jan 1998 | Socorro                 | LINEAR                   | —         | MPC                           |
| 18602 Lagillespie      | 1998 BX12  | 23 jan 1998 | Socorro                 | LINEAR                   | —         | MPC                           |
| 18603                  | 1998 BM25  | 28 jan 1998 | Oizumi                  | T. Kobayashi             | —         | MPC                           |
| 18604                  | 1998 BK26  | 28 jan 1998 | Caussols                | ODAS                     | —         | MPC                           |
| 18605 Jacqueslaskar    | 1998 BL26  | 28 jan 1998 | Caussols                | ODAS                     | —         | MPC                           |
| 18606                  | 1998 BS33  | 31 jan 1998 | Oizumi                  | T. Kobayashi             | —         | MPC                           |
| 18607                  | 1998 BT33  | 31 jan 1998 | Oizumi                  | T. Kobayashi             | —         | MPC                           |
| 18608                  | 1998 BU45  | 25 jan 1998 | Kitt Peak               | Spacewatch               | —         | MPC                           |
| 18609 Shinobuyama      | 1998 BN48  | 30 jan 1998 | Geisei                  | T. Seki                  | —         | MPC                           |
| 18610 Arthurdent       | 1998 CC2   | 7 fev 1998  | Starkenburg Observatory | Starkenburg Obs.         | —         | MPC                           |
| 18611 Baudelaire       | 1998 CB3   | 6 fev 1998  | La Silla                | E. W. Elst               | —         | MPC                           |
| 18612                  | 1998 CK3   | 6 fev 1998  | La Silla                | E. W. Elst               | —         | MPC                           |
| 18613                  | 1998 DR    | 19 fev 1998 | Kleť                    | Kleť Obs.                | —         | MPC                           |
| 18614                  | 1998 DN2   | 20 fev 1998 | Caussols                | ODAS                     | Eos       | MPC                           |
| 18615                  | 1998 DJ5   | 22 fev 1998 | Haleakalā               | NEAT                     | —         | MPC                           |
| 18616                  | 1998 DR5   | 22 fev 1998 | Haleakala               | NEAT                     | —         | MPC                           |
| 18617 Puntel           | 1998 DY9   | 24 fev 1998 | Les Tardieux            | M. Boeuf                 | —         | MPC                           |
| 18618                  | 1998 DD10  | 22 fev 1998 | Haleakalā               | NEAT                     | —         | MPC                           |
| 18619                  | 1998 DG10  | 22 fev 1998 | Haleakala               | NEAT                     | —         | MPC                           |
| 18620                  | 1998 DS10  | 24 fev 1998 | Haleakala               | NEAT                     | —         | MPC                           |
| 18621                  | 1998 DD12  | 23 fev 1998 | Kitt Peak               | Spacewatch               | —         | MPC                           |
| 18622                  | 1998 DN13  | 25 fev 1998 | Haleakalā               | NEAT                     | —         | MPC                           |
| 18623 Pises            | 1998 DR13  | 27 fev 1998 | Pises                   | Pises Obs.               | —         | MPC                           |
| 18624 Prévert          | 1998 DV13  | 27 fev 1998 | Caussols                | ODAS                     | —         | MPC                           |
| 18625                  | 1998 DZ13  | 27 fev 1998 | Caussols                | ODAS                     | —         | MPC                           |
| 18626 Michaelcarr      | 1998 DO23  | 27 fev 1998 | Caussols                | ODAS                     | Juno      | MPC                           |
| 18627 Rogerbonnet      | 1998 DH33  | 27 fev 1998 | Cima Ekar               | M. Tombelli, C. Casacci  | —         | MPC                           |
| 18628                  | 1998 DJ33  | 27 fev 1998 | Cima Ekar               | G. Forti, M. Tombelli    | —         | MPC                           |
| 18629                  | 1998 DZ33  | 27 fev 1998 | La Silla                | E. W. Elst               | —         | MPC                           |
| 18630                  | 1998 DT34  | 27 fev 1998 | La Silla                | E. W. Elst               | —         | MPC                           |
| 18631 Maurogherardini  | 1998 DQ35  | 27 fev 1998 | Cima Ekar               | A. Boattini, M. Tombelli | Phocaea   | MPC                           |
| 18632 Danielsson       | 1998 DN37  | 28 fev 1998 | La Silla                | C.-I. Lagerkvist         | —         | MPC                           |
| 18633                  | 1998 EU    | 2 mar 1998  | Caussols                | ODAS                     | —         | MPC                           |
| 18634 Champigneulles   | 1998 EQ1   | 2 mar 1998  | Caussols                | ODAS                     | —         | MPC                           |
| 18635 Frouard          | 1998 EX1   | 2 mar 1998  | Caussols                | ODAS                     | —         | MPC                           |
| 18636 Villedepompey    | 1998 EF2   | 2 mar 1998  | Caussols                | ODAS                     | —         | MPC                           |
| 18637 Liverdun         | 1998 EJ2   | 2 mar 1998  | Caussols                | ODAS                     | Phocaea   | MPC                           |
| 18638 Nouet            | 1998 EP3   | 2 mar 1998  | Caussols                | ODAS                     | —         | MPC                           |
| 18639 Aoyunzhiyuanzhe  | 1998 ER8   | 5 mar 1998  | Xinglong                | SCAP                     | —         | MPC                           |
| 18640                  | 1998 EF9   | 7 mar 1998  | Xinglong                | SCAP                     | —         | MPC                           |
| 18641                  | 1998 EG10  | 6 mar 1998  | Gekko                   | T. Kagawa                | —         | MPC                           |
| 18642                  | 1998 EF12  | 1 mar 1998  | La Silla                | E. W. Elst               | —         | MPC                           |
| 18643 van Rysselberghe | 1998 EK12  | 1 mar 1998  | La Silla                | E. W. Elst               | —         | MPC                           |
| 18644 Arashiyama       | 1998 EX14  | 2 mar 1998  | Geisei                  | T. Seki                  | —         | MPC                           |
| 18645                  | 1998 EM19  | 3 mar 1998  | La Silla                | E. W. Elst               | —         | MPC                           |
| 18646                  | 1998 ED21  | 3 mar 1998  | La Silla                | E. W. Elst               | —         | MPC                           |
| 18647 Václavhübner     | 1998 FD2   | 21 mar 1998 | Ondřejov                | P. Pravec                | —         | MPC                           |
| 18648                  | 1998 FW9   | 24 mar 1998 | Caussols                | ODAS                     | —         | MPC                           |
| 18649 Fabrega          | 1998 FU10  | 24 mar 1998 | Caussols                | ODAS                     | —         | MPC                           |
| 18650                  | 1998 FX10  | 24 mar 1998 | Caussols                | ODAS                     | —         | MPC                           |
| 18651                  | 1998 FP11  | 22 mar 1998 | Nachi-Katsuura          | Y. Shimizu, T. Urata     | —         | MPC                           |
| 18652                  | 1998 FD15  | 21 mar 1998 | Kushiro                 | S. Ueda, H. Kaneda       | —         | MPC                           |
| 18653 Christagünt      | 1998 FW15  | 28 mar 1998 | Starkenburg Observatory | Starkenburg Obs.         | —         | MPC                           |
| 18654                  | 1998 FR22  | 20 mar 1998 | Socorro                 | LINEAR                   | —         | MPC                           |
| 18655                  | 1998 FS26  | 20 mar 1998 | Socorro                 | LINEAR                   | —         | MPC                           |
| 18656 Mergler          | 1998 FW29  | 20 mar 1998 | Socorro                 | LINEAR                   | —         | MPC                           |
| 18657                  | 1998 FE30  | 20 mar 1998 | Socorro                 | LINEAR                   | —         | MPC                           |
| 18658 Rajdev           | 1998 FX31  | 20 mar 1998 | Socorro                 | LINEAR                   | —         | MPC                           |
| 18659 Megangross       | 1998 FD33  | 20 mar 1998 | Socorro                 | LINEAR                   | —         | MPC                           |
| 18660                  | 1998 FL34  | 20 mar 1998 | Socorro                 | LINEAR                   | —         | MPC                           |
| 18661 Zoccoli          | 1998 FT34  | 20 mar 1998 | Socorro                 | LINEAR                   | —         | MPC                           |
| 18662 Erinwhite        | 1998 FV42  | 20 mar 1998 | Socorro                 | LINEAR                   | —         | MPC                           |
| 18663 Lynnta           | 1998 FW42  | 20 mar 1998 | Socorro                 | LINEAR                   | —         | MPC                           |
| 18664 Rafaelta         | 1998 FA43  | 20 mar 1998 | Socorro                 | LINEAR                   | —         | MPC                           |
| 18665 Sheenahayes      | 1998 FK49  | 20 mar 1998 | Socorro                 | LINEAR                   | —         | MPC                           |
| 18666                  | 1998 FT53  | 20 mar 1998 | Socorro                 | LINEAR                   | —         | MPC                           |
| 18667                  | 1998 FF62  | 20 mar 1998 | Socorro                 | LINEAR                   | —         | MPC                           |
| 18668 Gottesman        | 1998 FU62  | 20 mar 1998 | Socorro                 | LINEAR                   | —         | MPC                           |
| 18669 Lalitpatel       | 1998 FP63  | 20 mar 1998 | Socorro                 | LINEAR                   | —         | MPC                           |
| 18670 Shantanugaur     | 1998 FM64  | 20 mar 1998 | Socorro                 | LINEAR                   | —         | MPC                           |
| 18671 Zacharyrice      | 1998 FX64  | 20 mar 1998 | Socorro                 | LINEAR                   | —         | MPC                           |
| 18672 Ashleyamini      | 1998 FY65  | 20 mar 1998 | Socorro                 | LINEAR                   | —         | MPC                           |
| 18673                  | 1998 FH66  | 20 mar 1998 | Socorro                 | LINEAR                   | —         | MPC                           |
| 18674                  | 1998 FG69  | 20 mar 1998 | Socorro                 | LINEAR                   | Brangane  | MPC                           |
| 18675 Amiamini         | 1998 FJ70  | 20 mar 1998 | Socorro                 | LINEAR                   | —         | MPC                           |
| 18676 Zdeňkaplavcová   | 1998 FE73  | 30 mar 1998 | Ondřejov                | P. Pravec                | —         | MPC                           |
| 18677                  | 1998 FZ83  | 24 mar 1998 | Socorro                 | LINEAR                   | —         | MPC                           |
| 18678                  | 1998 FS85  | 24 mar 1998 | Socorro                 | LINEAR                   | —         | MPC                           |
| 18679 Heatherenae      | 1998 FW102 | 31 mar 1998 | Socorro                 | LINEAR                   | —         | MPC                           |
| 18680 Weirather        | 1998 FS103 | 31 mar 1998 | Socorro                 | LINEAR                   | —         | MPC                           |
| 18681 Caseylipp        | 1998 FW103 | 31 mar 1998 | Socorro                 | LINEAR                   | —         | MPC                           |
| 18682                  | 1998 FH107 | 31 mar 1998 | Socorro                 | LINEAR                   | Brangane  | MPC                           |
| 18683                  | 1998 FB111 | 31 mar 1998 | Socorro                 | LINEAR                   | —         | MPC                           |
| 18684                  | 1998 FW116 | 31 mar 1998 | Socorro                 | LINEAR                   | Brangane  | MPC                           |
| 18685                  | 1998 FL117 | 31 mar 1998 | Socorro                 | LINEAR                   | Phocaea   | MPC                           |
| 18686                  | 1998 FZ119 | 20 mar 1998 | Socorro                 | LINEAR                   | —         | MPC                           |
| 18687                  | 1998 FA120 | 20 mar 1998 | Socorro                 | LINEAR                   | Brangane  | MPC                           |
| 18688                  | 1998 FA123 | 20 mar 1998 | Socorro                 | LINEAR                   | —         | MPC                           |
| 18689 Rodrick          | 1998 FR124 | 24 mar 1998 | Socorro                 | LINEAR                   | —         | MPC                           |
| 18690                  | 1998 GB10  | 2 abr 1998  | Socorro                 | LINEAR                   | —         | MPC                           |
| 18691                  | 1998 HE1   | 17 abr 1998 | Xinglong                | SCAP                     | —         | MPC                           |
| 18692                  | 1998 HJ14  | 22 abr 1998 | Haleakalā               | NEAT                     | —         | MPC                           |
| 18693                  | 1998 HS19  | 29 abr 1998 | Haleakala               | NEAT                     | —         | MPC                           |
| 18694                  | 1998 HQ24  | 23 abr 1998 | Višnjan Observatory     | Višnjan Obs.             | —         | MPC                           |
| 18695                  | 1998 HH27  | 21 abr 1998 | Kitt Peak               | Spacewatch               | —         | MPC                           |
| 18696                  | 1998 HB34  | 20 abr 1998 | Socorro                 | LINEAR                   | Brangane  | MPC                           |
| 18697 Kathanson        | 1998 HB39  | 20 abr 1998 | Socorro                 | LINEAR                   | —         | MPC                           |
| 18698 Racharles        | 1998 HX39  | 20 abr 1998 | Socorro                 | LINEAR                   | —         | MPC                           |
| 18699 Quigley          | 1998 HL45  | 20 abr 1998 | Socorro                 | LINEAR                   | —         | MPC                           |
| 18700                  | 1998 HK54  | 21 abr 1998 | Socorro                 | LINEAR                   | Brangane  | MPC                           |

## 18701–18800
| Designação         | Designação | Descoberta  | Descoberta          | Descobridor(es)       | Categoria | Mais informações / Referência |
| Permanente         | Provisória | Data        | Local               | Descobridor(es)       | Categoria | Mais informações / Referência |
| ------------------ | ---------- | ----------- | ------------------- | --------------------- | --------- | ----------------------------- |
| 18701              | 1998 HB57  | 21 abr 1998 | Socorro             | LINEAR                | —         | MPC                           |
| 18702 Sadowski     | 1998 HG68  | 21 abr 1998 | Socorro             | LINEAR                | —         | MPC                           |
| 18703              | 1998 HN68  | 21 abr 1998 | Socorro             | LINEAR                | Ursula    | MPC                           |
| 18704 Brychristian | 1998 HF87  | 21 abr 1998 | Socorro             | LINEAR                | —         | MPC                           |
| 18705              | 1998 HX88  | 21 abr 1998 | Socorro             | LINEAR                | —         | MPC                           |
| 18706              | 1998 HV93  | 21 abr 1998 | Socorro             | LINEAR                | —         | MPC                           |
| 18707 Annchi       | 1998 HO96  | 21 abr 1998 | Socorro             | LINEAR                | —         | MPC                           |
| 18708 Danielappel  | 1998 HT97  | 21 abr 1998 | Socorro             | LINEAR                | —         | MPC                           |
| 18709 Laurawong    | 1998 HE99  | 21 abr 1998 | Socorro             | LINEAR                | —         | MPC                           |
| 18710              | 1998 HF100 | 21 abr 1998 | Socorro             | LINEAR                | Eos       | MPC                           |
| 18711              | 1998 HL100 | 21 abr 1998 | Socorro             | LINEAR                | Phocaea   | MPC                           |
| 18712              | 1998 HN108 | 23 abr 1998 | Socorro             | LINEAR                | —         | MPC                           |
| 18713              | 1998 HM114 | 23 abr 1998 | Socorro             | LINEAR                | Brangane  | MPC                           |
| 18714              | 1998 HQ114 | 23 abr 1998 | Socorro             | LINEAR                | —         | MPC                           |
| 18715              | 1998 HE121 | 23 abr 1998 | Socorro             | LINEAR                | —         | MPC                           |
| 18716              | 1998 HV121 | 23 abr 1998 | Socorro             | LINEAR                | Brangane  | MPC                           |
| 18717              | 1998 HZ127 | 18 abr 1998 | Socorro             | LINEAR                | —         | MPC                           |
| 18718              | 1998 HJ128 | 19 abr 1998 | Socorro             | LINEAR                | —         | MPC                           |
| 18719              | 1998 HH138 | 21 abr 1998 | Socorro             | LINEAR                | Brangane  | MPC                           |
| 18720 Jerryguo     | 1998 HP145 | 21 abr 1998 | Socorro             | LINEAR                | —         | MPC                           |
| 18721              | 1998 HC146 | 21 abr 1998 | Socorro             | LINEAR                | —         | MPC                           |
| 18722              | 1998 HF148 | 25 abr 1998 | La Silla            | E. W. Elst            | —         | MPC                           |
| 18723              | 1998 JO1   | 1 mai 1998  | Haleakalā           | NEAT                  | —         | MPC                           |
| 18724              | 1998 JV1   | 1 mai 1998  | Haleakala           | NEAT                  | Ursula    | MPC                           |
| 18725 Atacama      | 1998 JL3   | 2 mai 1998  | Caussols            | ODAS                  | —         | MPC                           |
| 18726              | 1998 KC2   | 22 mai 1998 | Socorro             | LINEAR                | —         | MPC                           |
| 18727 Peacock      | 1998 KW3   | 22 mai 1998 | Anderson Mesa       | LONEOS                | Ursula    | MPC                           |
| 18728 Grammier     | 1998 KZ3   | 22 mai 1998 | Anderson Mesa       | LONEOS                | —         | MPC                           |
| 18729 Potentino    | 1998 KJ4   | 22 mai 1998 | Anderson Mesa       | LONEOS                | —         | MPC                           |
| 18730 Wingip       | 1998 KV7   | 23 mai 1998 | Anderson Mesa       | LONEOS                | —         | MPC                           |
| 18731 Vilʹbakirov  | 1998 KW7   | 23 mai 1998 | Anderson Mesa       | LONEOS                | Brangane  | MPC                           |
| 18732              | 1998 KP19  | 22 mai 1998 | Socorro             | LINEAR                | —         | MPC                           |
| 18733              | 1998 KV31  | 22 mai 1998 | Socorro             | LINEAR                | —         | MPC                           |
| 18734 Darboux      | 1998 MY1   | 20 jun 1998 | Prescott            | P. G. Comba           | —         | MPC                           |
| 18735 Chubko       | 1998 MH46  | 23 jun 1998 | Anderson Mesa       | LONEOS                | —         | MPC                           |
| 18736              | 1998 NU    | 2 jul 1998  | Kitt Peak           | Spacewatch            | —         | MPC                           |
| 18737 Aliciaworley | 1998 QP79  | 24 ago 1998 | Socorro             | LINEAR                | —         | MPC                           |
| 18738              | 1998 SN22  | 23 set 1998 | Višnjan Observatory | Višnjan Obs.          | —         | MPC                           |
| 18739 Larryhu      | 1998 SH79  | 26 set 1998 | Socorro             | LINEAR                | —         | MPC                           |
| 18740              | 1998 VH31  | 14 nov 1998 | Oizumi              | T. Kobayashi          | Chloris   | MPC                           |
| 18741              | 1998 WB6   | 18 nov 1998 | Kushiro             | S. Ueda, H. Kaneda    | —         | MPC                           |
| 18742              | 1998 XX30  | 14 dez 1998 | Socorro             | LINEAR                | —         | MPC                           |
| 18743              | 1998 YD5   | 18 dez 1998 | Caussols            | ODAS                  | —         | MPC                           |
| 18744              | 1999 AU    | 7 jan 1999  | Oizumi              | T. Kobayashi          | —         | MPC                           |
| 18745 San Pedro    | 1999 BJ14  | 23 jan 1999 | Caussols            | ODAS                  | —         | MPC                           |
| 18746              | 1999 FT20  | 19 mar 1999 | Kitt Peak           | Spacewatch            | —         | MPC                           |
| 18747 Lexcen       | 1999 FN21  | 26 mar 1999 | Reedy Creek         | J. Broughton          | —         | MPC                           |
| 18748              | 1999 GV    | 5 abr 1999  | Višnjan Observatory | K. Korlević           | —         | MPC                           |
| 18749 Ayyubguliev  | 1999 GA8   | 9 abr 1999  | Anderson Mesa       | LONEOS                | —         | MPC                           |
| 18750 Leonidakimov | 1999 GA9   | 10 abr 1999 | Anderson Mesa       | LONEOS                | —         | MPC                           |
| 18751 Yualexandrov | 1999 GO9   | 15 abr 1999 | Anderson Mesa       | LONEOS                | —         | MPC                           |
| 18752              | 1999 GZ16  | 15 abr 1999 | Socorro             | LINEAR                | —         | MPC                           |
| 18753              | 1999 GE17  | 15 abr 1999 | Socorro             | LINEAR                | —         | MPC                           |
| 18754              | 1999 GL21  | 15 abr 1999 | Socorro             | LINEAR                | —         | MPC                           |
| 18755 Meduna       | 1999 GS21  | 15 abr 1999 | Socorro             | LINEAR                | —         | MPC                           |
| 18756              | 1999 GY34  | 6 abr 1999  | Socorro             | LINEAR                | —         | MPC                           |
| 18757              | 1999 HT    | 18 abr 1999 | Woomera             | F. B. Zoltowski       | —         | MPC                           |
| 18758              | 1999 HD2   | 19 abr 1999 | Višnjan Observatory | K. Korlević, M. Jurić | —         | MPC                           |
| 18759              | 1999 HO2   | 20 abr 1999 | Valinhos            | P. R. Holvorcem       | —         | MPC                           |
| 18760              | 1999 HY7   | 19 abr 1999 | Kitt Peak           | Spacewatch            | Mitidika  | MPC                           |
| 18761              | 1999 HA8   | 20 abr 1999 | Kitt Peak           | Spacewatch            | —         | MPC                           |
| 18762              | 1999 HC9   | 17 abr 1999 | Socorro             | LINEAR                | —         | MPC                           |
| 18763              | 1999 JV2   | 8 mai 1999  | Xinglong            | SCAP                  | —         | MPC                           |
| 18764              | 1999 JA12  | 13 mai 1999 | Socorro             | LINEAR                | —         | MPC                           |
| 18765              | 1999 JN17  | 14 mai 1999 | Socorro             | LINEAR                | —         | MPC                           |
| 18766 Broderick    | 1999 JA22  | 10 mai 1999 | Socorro             | LINEAR                | —         | MPC                           |
| 18767              | 1999 JD22  | 10 mai 1999 | Socorro             | LINEAR                | —         | MPC                           |
| 18768 Sarahbates   | 1999 JE22  | 10 mai 1999 | Socorro             | LINEAR                | —         | MPC                           |
| 18769              | 1999 JS24  | 10 mai 1999 | Socorro             | LINEAR                | —         | MPC                           |
| 18770 Yingqiuqilei | 1999 JN25  | 10 mai 1999 | Socorro             | LINEAR                | —         | MPC                           |
| 18771 Sisiliang    | 1999 JA26  | 10 mai 1999 | Socorro             | LINEAR                | —         | MPC                           |
| 18772              | 1999 JR34  | 10 mai 1999 | Socorro             | LINEAR                | —         | MPC                           |
| 18773 Bredehoft    | 1999 JY36  | 10 mai 1999 | Socorro             | LINEAR                | —         | MPC                           |
| 18774 Lavanture    | 1999 JT38  | 10 mai 1999 | Socorro             | LINEAR                | —         | MPC                           |
| 18775 Donaldeng    | 1999 JD39  | 10 mai 1999 | Socorro             | LINEAR                | —         | MPC                           |
| 18776 Coulter      | 1999 JP39  | 10 mai 1999 | Socorro             | LINEAR                | —         | MPC                           |
| 18777 Hobson       | 1999 JA41  | 10 mai 1999 | Socorro             | LINEAR                | —         | MPC                           |
| 18778              | 1999 JW43  | 10 mai 1999 | Socorro             | LINEAR                | Brangane  | MPC                           |
| 18779 Hattyhong    | 1999 JN44  | 10 mai 1999 | Socorro             | LINEAR                | —         | MPC                           |
| 18780 Kuncham      | 1999 JY44  | 10 mai 1999 | Socorro             | LINEAR                | —         | MPC                           |
| 18781 Indaram      | 1999 JH45  | 10 mai 1999 | Socorro             | LINEAR                | —         | MPC                           |
| 18782 Joanrho      | 1999 JJ46  | 10 mai 1999 | Socorro             | LINEAR                | —         | MPC                           |
| 18783 Sychamberlin | 1999 JL47  | 10 mai 1999 | Socorro             | LINEAR                | —         | MPC                           |
| 18784              | 1999 JS47  | 10 mai 1999 | Socorro             | LINEAR                | —         | MPC                           |
| 18785 Betsywelsh   | 1999 JV48  | 10 mai 1999 | Socorro             | LINEAR                | —         | MPC                           |
| 18786 Tyjorgenson  | 1999 JS53  | 10 mai 1999 | Socorro             | LINEAR                | —         | MPC                           |
| 18787 Kathermann   | 1999 JV53  | 10 mai 1999 | Socorro             | LINEAR                | —         | MPC                           |
| 18788 Carriemiller | 1999 JX53  | 10 mai 1999 | Socorro             | LINEAR                | —         | MPC                           |
| 18789 Metzger      | 1999 JV56  | 10 mai 1999 | Socorro             | LINEAR                | —         | MPC                           |
| 18790 Ericaburden  | 1999 JG57  | 10 mai 1999 | Socorro             | LINEAR                | —         | MPC                           |
| 18791              | 1999 JF58  | 10 mai 1999 | Socorro             | LINEAR                | —         | MPC                           |
| 18792              | 1999 JL60  | 10 mai 1999 | Socorro             | LINEAR                | Phocaea   | MPC                           |
| 18793              | 1999 JW60  | 10 mai 1999 | Socorro             | LINEAR                | —         | MPC                           |
| 18794 Kianafrank   | 1999 JG62  | 10 mai 1999 | Socorro             | LINEAR                | —         | MPC                           |
| 18795              | 1999 JT63  | 10 mai 1999 | Socorro             | LINEAR                | —         | MPC                           |
| 18796 Acosta       | 1999 JH64  | 10 mai 1999 | Socorro             | LINEAR                | —         | MPC                           |
| 18797              | 1999 JT64  | 10 mai 1999 | Socorro             | LINEAR                | —         | MPC                           |
| 18798              | 1999 JG65  | 12 mai 1999 | Socorro             | LINEAR                | —         | MPC                           |
| 18799              | 1999 JZ73  | 12 mai 1999 | Socorro             | LINEAR                | —         | MPC                           |
| 18800 Terresadodge | 1999 JL76  | 10 mai 1999 | Socorro             | LINEAR                | —         | MPC                           |

## 18801–18900
| Designação          | Designação | Descoberta  | Descoberta              | Descobridor(es)         | Categoria | Mais informações / Referência |
| Permanente          | Provisória | Data        | Local                   | Descobridor(es)         | Categoria | Mais informações / Referência |
| ------------------- | ---------- | ----------- | ----------------------- | ----------------------- | --------- | ----------------------------- |
| 18801 Noelleoas     | 1999 JO76  | 10 mai 1999 | Socorro                 | LINEAR                  | —         | MPC                           |
| 18802               | 1999 JR76  | 10 mai 1999 | Socorro                 | LINEAR                  | Phocaea   | MPC                           |
| 18803 Hillaryoas    | 1999 JH77  | 12 mai 1999 | Socorro                 | LINEAR                  | —         | MPC                           |
| 18804               | 1999 JS77  | 12 mai 1999 | Socorro                 | LINEAR                  | —         | MPC                           |
| 18805 Kellyday      | 1999 JX77  | 12 mai 1999 | Socorro                 | LINEAR                  | —         | MPC                           |
| 18806 Zachpenn      | 1999 JX79  | 13 mai 1999 | Socorro                 | LINEAR                  | Eos       | MPC                           |
| 18807               | 1999 JL85  | 14 mai 1999 | Socorro                 | LINEAR                  | —         | MPC                           |
| 18808               | 1999 JP85  | 15 mai 1999 | Socorro                 | LINEAR                  | —         | MPC                           |
| 18809 Meileawertz   | 1999 JP86  | 12 mai 1999 | Socorro                 | LINEAR                  | Mitidika  | MPC                           |
| 18810               | 1999 JF96  | 12 mai 1999 | Socorro                 | LINEAR                  | Phocaea   | MPC                           |
| 18811               | 1999 KJ1   | 18 mai 1999 | Višnjan Observatory     | K. Korlević             | —         | MPC                           |
| 18812 Aliadler      | 1999 KT13  | 18 mai 1999 | Socorro                 | LINEAR                  | —         | MPC                           |
| 18813               | 1999 KH15  | 20 mai 1999 | Socorro                 | LINEAR                  | Phocaea   | MPC                           |
| 18814 Ivanovsky     | 1999 KJ17  | 20 mai 1999 | Anderson Mesa           | LONEOS                  | —         | MPC                           |
| 18815               | 1999 LT8   | 8 jun 1999  | Socorro                 | LINEAR                  | —         | MPC                           |
| 18816               | 1999 LW25  | 9 jun 1999  | Socorro                 | LINEAR                  | —         | MPC                           |
| 18817               | 1999 LF32  | 15 jun 1999 | Kitt Peak               | Spacewatch              | —         | MPC                           |
| 18818 Yasuhiko      | 1999 MB2   | 21 jun 1999 | Nanyo                   | T. Okuni                | —         | MPC                           |
| 18819               | 1999 NK8   | 13 jul 1999 | Socorro                 | LINEAR                  | —         | MPC                           |
| 18820               | 1999 NS9   | 13 jul 1999 | Socorro                 | LINEAR                  | —         | MPC                           |
| 18821 Markhavel     | 1999 NW9   | 13 jul 1999 | Socorro                 | LINEAR                  | —         | MPC                           |
| 18822               | 1999 NL19  | 14 jul 1999 | Socorro                 | LINEAR                  | Brangane  | MPC                           |
| 18823 Zachozer      | 1999 NS20  | 14 jul 1999 | Socorro                 | LINEAR                  | —         | MPC                           |
| 18824 Graves        | 1999 NF23  | 14 jul 1999 | Socorro                 | LINEAR                  | —         | MPC                           |
| 18825 Alicechai     | 1999 NO23  | 14 jul 1999 | Socorro                 | LINEAR                  | —         | MPC                           |
| 18826 Leifer        | 1999 NG24  | 14 jul 1999 | Socorro                 | LINEAR                  | —         | MPC                           |
| 18827               | 1999 NA26  | 14 jul 1999 | Socorro                 | LINEAR                  | —         | MPC                           |
| 18828               | 1999 NT27  | 14 jul 1999 | Socorro                 | LINEAR                  | —         | MPC                           |
| 18829               | 1999 NE30  | 14 jul 1999 | Socorro                 | LINEAR                  | —         | MPC                           |
| 18830 Pothier       | 1999 NZ35  | 14 jul 1999 | Socorro                 | LINEAR                  | —         | MPC                           |
| 18831               | 1999 NP37  | 14 jul 1999 | Socorro                 | LINEAR                  | Brangane  | MPC                           |
| 18832               | 1999 NV42  | 14 jul 1999 | Socorro                 | LINEAR                  | —         | MPC                           |
| 18833               | 1999 NT53  | 12 jul 1999 | Socorro                 | LINEAR                  | —         | MPC                           |
| 18834               | 1999 NN55  | 12 jul 1999 | Socorro                 | LINEAR                  | —         | MPC                           |
| 18835               | 1999 NK56  | 12 jul 1999 | Socorro                 | LINEAR                  | Phocaea   | MPC                           |
| 18836 Raymundto     | 1999 NM62  | 13 jul 1999 | Socorro                 | LINEAR                  | —         | MPC                           |
| 18837               | 1999 NY62  | 13 jul 1999 | Socorro                 | LINEAR                  | —         | MPC                           |
| 18838 Shannon       | 1999 OQ    | 18 jul 1999 | Ondřejov                | L. Kotková, P. Kušnirák | —         | MPC                           |
| 18839 Whiteley      | 1999 PG    | 5 ago 1999  | Reedy Creek             | J. Broughton            | Brangane  | MPC                           |
| 18840 Yoshioba      | 1999 PT4   | 8 ago 1999  | Nanyo                   | T. Okuni                | —         | MPC                           |
| 18841 Hruška        | 1999 RL3   | 6 set 1999  | Kleť                    | J. Tichá, M. Tichý      | —         | MPC                           |
| 18842               | 1999 RB22  | 7 set 1999  | Socorro                 | LINEAR                  | —         | MPC                           |
| 18843 Ningzhou      | 1999 RK22  | 7 set 1999  | Socorro                 | LINEAR                  | —         | MPC                           |
| 18844               | 1999 RU27  | 8 set 1999  | Višnjan Observatory     | K. Korlević             | —         | MPC                           |
| 18845 Cichocki      | 1999 RY27  | 7 set 1999  | Črni Vrh                | H. Mikuž                | Phocaea   | MPC                           |
| 18846               | 1999 RB28  | 8 set 1999  | Kleť                    | Kleť Obs.               | —         | MPC                           |
| 18847               | 1999 RJ32  | 9 set 1999  | Višnjan Observatory     | K. Korlević             | —         | MPC                           |
| 18848               | 1999 RH41  | 13 set 1999 | Socorro                 | LINEAR                  | —         | MPC                           |
| 18849               | 1999 RK55  | 7 set 1999  | Socorro                 | LINEAR                  | —         | MPC                           |
| 18850               | 1999 RO81  | 7 set 1999  | Socorro                 | LINEAR                  | —         | MPC                           |
| 18851 Winmesser     | 1999 RP84  | 7 set 1999  | Socorro                 | LINEAR                  | —         | MPC                           |
| 18852               | 1999 RP91  | 7 set 1999  | Socorro                 | LINEAR                  | —         | MPC                           |
| 18853               | 1999 RO92  | 7 set 1999  | Socorro                 | LINEAR                  | —         | MPC                           |
| 18854               | 1999 RJ102 | 8 set 1999  | Socorro                 | LINEAR                  | —         | MPC                           |
| 18855 Sarahgutman   | 1999 RQ112 | 9 set 1999  | Socorro                 | LINEAR                  | —         | MPC                           |
| 18856               | 1999 RT116 | 9 set 1999  | Socorro                 | LINEAR                  | —         | MPC                           |
| 18857 Lalchandani   | 1999 RE117 | 9 set 1999  | Socorro                 | LINEAR                  | —         | MPC                           |
| 18858 Tecleveland   | 1999 RO117 | 9 set 1999  | Socorro                 | LINEAR                  | —         | MPC                           |
| 18859               | 1999 RM130 | 9 set 1999  | Socorro                 | LINEAR                  | —         | MPC                           |
| 18860               | 1999 RL133 | 9 set 1999  | Socorro                 | LINEAR                  | —         | MPC                           |
| 18861 Eugenishmidt  | 1999 RW166 | 9 set 1999  | Socorro                 | LINEAR                  | —         | MPC                           |
| 18862 Warot         | 1999 RE183 | 9 set 1999  | Socorro                 | LINEAR                  | —         | MPC                           |
| 18863               | 1999 RC191 | 11 set 1999 | Socorro                 | LINEAR                  | Phocaea   | MPC                           |
| 18864               | 1999 RQ195 | 8 set 1999  | Socorro                 | LINEAR                  | —         | MPC                           |
| 18865               | 1999 RQ204 | 8 set 1999  | Socorro                 | LINEAR                  | —         | MPC                           |
| 18866               | 1999 RA208 | 8 set 1999  | Socorro                 | LINEAR                  | —         | MPC                           |
| 18867               | 1999 RX223 | 7 set 1999  | Catalina                | CSS                     | —         | MPC                           |
| 18868               | 1999 TD101 | 2 out 1999  | Socorro                 | LINEAR                  | —         | MPC                           |
| 18869               | 1999 TU222 | 2 out 1999  | Socorro                 | LINEAR                  | —         | MPC                           |
| 18870               | 1999 US13  | 29 out 1999 | Catalina                | CSS                     | —         | MPC                           |
| 18871 Grauer        | 1999 VQ12  | 11 nov 1999 | Fountain Hills          | C. W. Juels             | Phocaea   | MPC                           |
| 18872 Tammann       | 1999 VR20  | 8 nov 1999  | Gnosca                  | S. Sposetti             | —         | MPC                           |
| 18873 Larryrobinson | 1999 VJ22  | 13 nov 1999 | EverStaR                | M. Abraham, G. Fedon    | —         | MPC                           |
| 18874 Raoulbehrend  | 1999 VZ22  | 8 nov 1999  | Gnosca                  | S. Sposetti             | —         | MPC                           |
| 18875               | 1999 VT39  | 11 nov 1999 | Kitt Peak               | Spacewatch              | —         | MPC                           |
| 18876 Sooner        | 1999 XM    | 2 dez 1999  | Oaxaca                  | J. M. Roe               | —         | MPC                           |
| 18877 Stevendodds   | 1999 XP7   | 4 dez 1999  | Fountain Hills          | C. W. Juels             | —         | MPC                           |
| 18878               | 1999 XD118 | 5 dez 1999  | Catalina                | CSS                     | —         | MPC                           |
| 18879               | 1999 XJ143 | 15 dez 1999 | Fountain Hills          | C. W. Juels             | —         | MPC                           |
| 18880 Toddblumberg  | 1999 XM166 | 10 dez 1999 | Socorro                 | LINEAR                  | —         | MPC                           |
| 18881               | 1999 XL195 | 12 dez 1999 | Socorro                 | LINEAR                  | —         | MPC                           |
| 18882               | 1999 YN4   | 28 dez 1999 | Socorro                 | LINEAR                  | —         | MPC                           |
| 18883 Domegge       | 1999 YT8   | 31 dez 1999 | EverStaR                | M. Abraham, G. Fedon    | Brangane  | MPC                           |
| 18884               | 1999 YE9   | 30 dez 1999 | Višnjan Observatory     | K. Korlević             | —         | MPC                           |
| 18885               | 2000 AH80  | 5 jan 2000  | Socorro                 | LINEAR                  | —         | MPC                           |
| 18886               | 2000 AN164 | 5 jan 2000  | Socorro                 | LINEAR                  | —         | MPC                           |
| 18887 Yiliuchen     | 2000 AP181 | 7 jan 2000  | Socorro                 | LINEAR                  | —         | MPC                           |
| 18888               | 2000 AV246 | 7 jan 2000  | Kitt Peak               | Spacewatch              | Pallas    | MPC                           |
| 18889               | 2000 CC28  | 8 fev 2000  | Socorro                 | LINEAR                  | —         | MPC                           |
| 18890               | 2000 EV26  | 9 mar 2000  | Socorro                 | LINEAR                  | Juno      | MPC                           |
| 18891 Kamler        | 2000 EF40  | 8 mar 2000  | Socorro                 | LINEAR                  | —         | MPC                           |
| 18892               | 2000 ET137 | 9 mar 2000  | Socorro                 | LINEAR                  | —         | MPC                           |
| 18893               | 2000 GH1   | 2 abr 2000  | Starkenburg Observatory | Starkenburg Obs.        | —         | MPC                           |
| 18894               | 2000 GF42  | 5 abr 2000  | Socorro                 | LINEAR                  | Ursula    | MPC                           |
| 18895               | 2000 GJ108 | 7 abr 2000  | Socorro                 | LINEAR                  | —         | MPC                           |
| 18896               | 2000 GN113 | 6 abr 2000  | Socorro                 | LINEAR                  | —         | MPC                           |
| 18897               | 2000 HG30  | 28 abr 2000 | Socorro                 | LINEAR                  | —         | MPC                           |
| 18898               | 2000 JX    | 1 mai 2000  | Socorro                 | LINEAR                  | —         | MPC                           |
| 18899               | 2000 JQ2   | 3 mai 2000  | Višnjan Observatory     | K. Korlević             | —         | MPC                           |
| 18900               | 2000 LD12  | 4 jun 2000  | Socorro                 | LINEAR                  | —         | MPC                           |

## 18901–19000
| Designação         | Designação | Descoberta  | Descoberta          | Descobridor(es)    | Categoria | Mais informações / Referência |
| Permanente         | Provisória | Data        | Local               | Descobridor(es)    | Categoria | Mais informações / Referência |
| ------------------ | ---------- | ----------- | ------------------- | ------------------ | --------- | ----------------------------- |
| 18901              | 2000 MR5   | 24 jun 2000 | Socorro             | LINEAR             | —         | MPC                           |
| 18902              | 2000 NN5   | 7 jul 2000  | Socorro             | LINEAR             | —         | MPC                           |
| 18903 Matsuura     | 2000 ND29  | 10 jul 2000 | JCPM Sapporo        | K. Watanabe        | —         | MPC                           |
| 18904              | 2000 OY8   | 31 jul 2000 | Socorro             | LINEAR             | —         | MPC                           |
| 18905 Weigan       | 2000 OF10  | 23 jul 2000 | Socorro             | LINEAR             | —         | MPC                           |
| 18906              | 2000 OJ19  | 29 jul 2000 | Socorro             | LINEAR             | —         | MPC                           |
| 18907 Kevinclaytor | 2000 OW20  | 31 jul 2000 | Socorro             | LINEAR             | —         | MPC                           |
| 18908              | 2000 OC21  | 31 jul 2000 | Socorro             | LINEAR             | —         | MPC                           |
| 18909              | 2000 OE21  | 31 jul 2000 | Socorro             | LINEAR             | —         | MPC                           |
| 18910 Nolanreis    | 2000 OR22  | 31 jul 2000 | Socorro             | LINEAR             | —         | MPC                           |
| 18911              | 2000 OY31  | 30 jul 2000 | Socorro             | LINEAR             | —         | MPC                           |
| 18912 Kayfurman    | 2000 OM32  | 30 jul 2000 | Socorro             | LINEAR             | —         | MPC                           |
| 18913              | 2000 OU32  | 30 jul 2000 | Socorro             | LINEAR             | —         | MPC                           |
| 18914              | 2000 OT35  | 31 jul 2000 | Socorro             | LINEAR             | —         | MPC                           |
| 18915              | 2000 OR38  | 30 jul 2000 | Socorro             | LINEAR             | —         | MPC                           |
| 18916              | 2000 OG44  | 30 jul 2000 | Socorro             | LINEAR             | —         | MPC                           |
| 18917              | 2000 OG48  | 31 jul 2000 | Socorro             | LINEAR             | —         | MPC                           |
| 18918 Nishashah    | 2000 OB50  | 31 jul 2000 | Socorro             | LINEAR             | —         | MPC                           |
| 18919              | 2000 OJ52  | 31 jul 2000 | Socorro             | LINEAR             | —         | MPC                           |
| 18920              | 2000 OU52  | 31 jul 2000 | Socorro             | LINEAR             | —         | MPC                           |
| 18921              | 2000 PT7   | 2 ago 2000  | Socorro             | LINEAR             | Brangane  | MPC                           |
| 18922              | 2000 PU12  | 8 ago 2000  | Socorro             | LINEAR             | Phocaea   | MPC                           |
| 18923 Jennifersass | 2000 PC23  | 2 ago 2000  | Socorro             | LINEAR             | —         | MPC                           |
| 18924 Vinjamoori   | 2000 PV24  | 3 ago 2000  | Socorro             | LINEAR             | —         | MPC                           |
| 18925              | 2000 PY25  | 4 ago 2000  | Haleakalā           | NEAT               | —         | MPC                           |
| 18926              | 2000 PO26  | 5 ago 2000  | Haleakala           | NEAT               | —         | MPC                           |
| 18927              | 2000 PQ26  | 5 ago 2000  | Haleakala           | NEAT               | —         | MPC                           |
| 18928 Pontremoli   | 2000 QH9   | 25 ago 2000 | Monte Viseggi       | Monte Viseggi Obs. | Brangane  | MPC                           |
| 18929              | 2000 QU25  | 26 ago 2000 | Socorro             | LINEAR             | Juno      | MPC                           |
| 18930 Athreya      | 2000 QW27  | 24 ago 2000 | Socorro             | LINEAR             | —         | MPC                           |
| 18931              | 2000 QX31  | 26 ago 2000 | Socorro             | LINEAR             | —         | MPC                           |
| 18932 Robinhood    | 2000 QH35  | 28 ago 2000 | Reedy Creek         | J. Broughton       | —         | MPC                           |
| 18933              | 2000 QW36  | 24 ago 2000 | Socorro             | LINEAR             | —         | MPC                           |
| 18934              | 2000 QY36  | 24 ago 2000 | Socorro             | LINEAR             | —         | MPC                           |
| 18935 Alfandmedina | 2000 QE37  | 24 ago 2000 | Socorro             | LINEAR             | —         | MPC                           |
| 18936              | 2000 QA42  | 24 ago 2000 | Socorro             | LINEAR             | Brangane  | MPC                           |
| 18937              | 2000 QF42  | 24 ago 2000 | Socorro             | LINEAR             | —         | MPC                           |
| 18938 Zarabeth     | 2000 QU44  | 24 ago 2000 | Socorro             | LINEAR             | —         | MPC                           |
| 18939 Sariancel    | 2000 QZ48  | 24 ago 2000 | Socorro             | LINEAR             | —         | MPC                           |
| 18940              | 2000 QV49  | 24 ago 2000 | Socorro             | LINEAR             | —         | MPC                           |
| 18941              | 2000 QX50  | 24 ago 2000 | Socorro             | LINEAR             | Ursula    | MPC                           |
| 18942              | 2000 QE54  | 25 ago 2000 | Socorro             | LINEAR             | —         | MPC                           |
| 18943 Elaisponton  | 2000 QA55  | 25 ago 2000 | Socorro             | LINEAR             | —         | MPC                           |
| 18944 Sawilliams   | 2000 QG61  | 28 ago 2000 | Socorro             | LINEAR             | —         | MPC                           |
| 18945              | 2000 QH71  | 24 ago 2000 | Socorro             | LINEAR             | —         | MPC                           |
| 18946 Massar       | 2000 QM75  | 24 ago 2000 | Socorro             | LINEAR             | —         | MPC                           |
| 18947 Cindyfulton  | 2000 QV76  | 24 ago 2000 | Socorro             | LINEAR             | —         | MPC                           |
| 18948 Hinkle       | 2000 QT79  | 24 ago 2000 | Socorro             | LINEAR             | —         | MPC                           |
| 18949 Tumaneng     | 2000 QX85  | 25 ago 2000 | Socorro             | LINEAR             | —         | MPC                           |
| 18950 Marakessler  | 2000 QX95  | 26 ago 2000 | Socorro             | LINEAR             | —         | MPC                           |
| 18951              | 2000 QQ98  | 28 ago 2000 | Socorro             | LINEAR             | —         | MPC                           |
| 18952              | 2000 QF105 | 28 ago 2000 | Socorro             | LINEAR             | —         | MPC                           |
| 18953 Laurensmith  | 2000 QR114 | 24 ago 2000 | Socorro             | LINEAR             | —         | MPC                           |
| 18954 Sarahbounds  | 2000 QT119 | 25 ago 2000 | Socorro             | LINEAR             | —         | MPC                           |
| 18955              | 2000 QY122 | 25 ago 2000 | Socorro             | LINEAR             | —         | MPC                           |
| 18956 Jessicarnold | 2000 QK126 | 31 ago 2000 | Socorro             | LINEAR             | —         | MPC                           |
| 18957 Mijacobsen   | 2000 QE128 | 24 ago 2000 | Socorro             | LINEAR             | —         | MPC                           |
| 18958              | 2000 QL128 | 24 ago 2000 | Socorro             | LINEAR             | —         | MPC                           |
| 18959              | 2000 QG129 | 31 ago 2000 | Socorro             | LINEAR             | —         | MPC                           |
| 18960              | 2000 QE130 | 31 ago 2000 | Socorro             | LINEAR             | —         | MPC                           |
| 18961 Hampfreeman  | 2000 QR140 | 31 ago 2000 | Socorro             | LINEAR             | —         | MPC                           |
| 18962              | 2000 QV140 | 31 ago 2000 | Socorro             | LINEAR             | —         | MPC                           |
| 18963              | 2000 QB141 | 31 ago 2000 | Socorro             | LINEAR             | —         | MPC                           |
| 18964 Fairhurst    | 2000 QJ142 | 31 ago 2000 | Socorro             | LINEAR             | —         | MPC                           |
| 18965 Lazenby      | 2000 QR142 | 31 ago 2000 | Socorro             | LINEAR             | —         | MPC                           |
| 18966              | 2000 QO145 | 31 ago 2000 | Socorro             | LINEAR             | —         | MPC                           |
| 18967              | 2000 QP151 | 25 ago 2000 | Socorro             | LINEAR             | —         | MPC                           |
| 18968              | 2000 QX152 | 29 ago 2000 | Socorro             | LINEAR             | —         | MPC                           |
| 18969 Valfriedmann | 2000 QY152 | 29 ago 2000 | Socorro             | LINEAR             | —         | MPC                           |
| 18970 Jenniharper  | 2000 QU168 | 31 ago 2000 | Socorro             | LINEAR             | —         | MPC                           |
| 18971              | 2000 QY177 | 31 ago 2000 | Socorro             | LINEAR             | —         | MPC                           |
| 18972              | 2000 QD190 | 26 ago 2000 | Socorro             | LINEAR             | —         | MPC                           |
| 18973 Crouch       | 2000 QJ193 | 29 ago 2000 | Socorro             | LINEAR             | —         | MPC                           |
| 18974 Brungardt    | 2000 QX195 | 28 ago 2000 | Socorro             | LINEAR             | —         | MPC                           |
| 18975              | 2000 QZ200 | 29 ago 2000 | Socorro             | LINEAR             | —         | MPC                           |
| 18976 Kunilraval   | 2000 QH206 | 31 ago 2000 | Socorro             | LINEAR             | —         | MPC                           |
| 18977              | 2000 QK217 | 31 ago 2000 | Socorro             | LINEAR             | —         | MPC                           |
| 18978              | 2000 QH232 | 31 ago 2000 | Socorro             | LINEAR             | —         | MPC                           |
| 18979 Henryfong    | 2000 RC2   | 1 set 2000  | Socorro             | LINEAR             | —         | MPC                           |
| 18980 Johannatang  | 2000 RY2   | 1 set 2000  | Socorro             | LINEAR             | —         | MPC                           |
| 18981              | 2000 RT3   | 1 set 2000  | Socorro             | LINEAR             | —         | MPC                           |
| 18982              | 2000 RH5   | 1 set 2000  | Socorro             | LINEAR             | —         | MPC                           |
| 18983 Allentran    | 2000 RG6   | 1 set 2000  | Socorro             | LINEAR             | —         | MPC                           |
| 18984 Olathe       | 2000 RA8   | 2 set 2000  | Olathe              | L. Robinson        | —         | MPC                           |
| 18985              | 2000 RR21  | 1 set 2000  | Socorro             | LINEAR             | —         | MPC                           |
| 18986              | 2000 RF22  | 1 set 2000  | Socorro             | LINEAR             | —         | MPC                           |
| 18987 Irani        | 2000 RU23  | 1 set 2000  | Socorro             | LINEAR             | —         | MPC                           |
| 18988              | 2000 RB24  | 1 set 2000  | Socorro             | LINEAR             | Phocaea   | MPC                           |
| 18989              | 2000 RV26  | 1 set 2000  | Socorro             | LINEAR             | —         | MPC                           |
| 18990              | 2000 RW31  | 1 set 2000  | Socorro             | LINEAR             | Brangane  | MPC                           |
| 18991 Tonivanov    | 2000 RD35  | 1 set 2000  | Socorro             | LINEAR             | —         | MPC                           |
| 18992 Katharvard   | 2000 RK40  | 3 set 2000  | Socorro             | LINEAR             | —         | MPC                           |
| 18993              | 2000 RB43  | 3 set 2000  | Socorro             | LINEAR             | —         | MPC                           |
| 18994 Nhannguyen   | 2000 RO50  | 5 set 2000  | Socorro             | LINEAR             | —         | MPC                           |
| 18995              | 2000 RF53  | 5 set 2000  | Višnjan Observatory | K. Korlević        | Mitidika  | MPC                           |
| 18996 Torasan      | 2000 RR53  | 4 set 2000  | JCPM Sapporo        | K. Watanabe        | —         | MPC                           |
| 18997 Mizrahi      | 2000 RG54  | 1 set 2000  | Socorro             | LINEAR             | —         | MPC                           |
| 18998              | 2000 RH55  | 3 set 2000  | Socorro             | LINEAR             | —         | MPC                           |
| 18999              | 2000 RC60  | 8 set 2000  | Višnjan Observatory | K. Korlević        | —         | MPC                           |
| 19000              | 2000 RM60  | 3 set 2000  | Socorro             | LINEAR             | —         | MPC                           |